# J. Paul Getty Museum

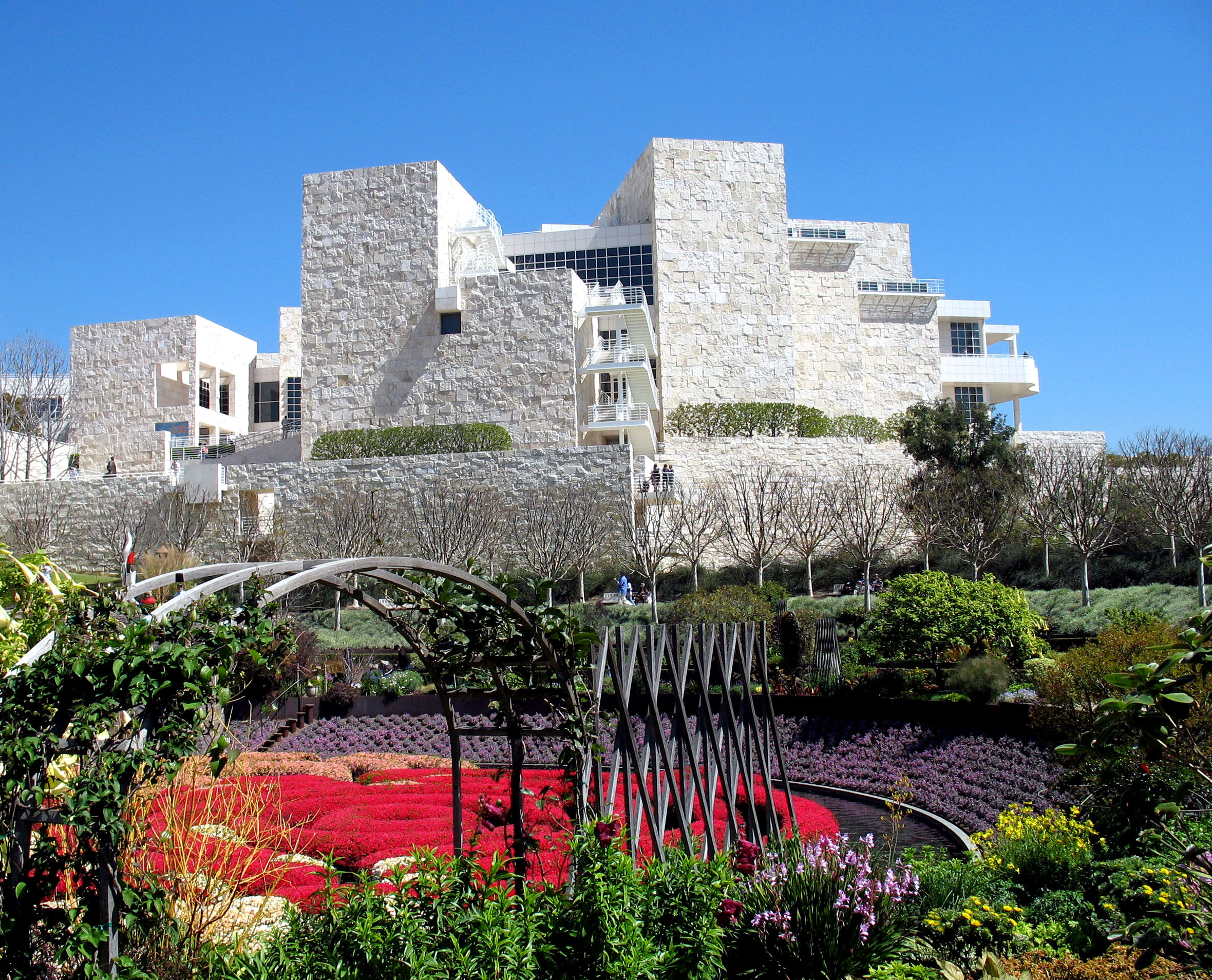
Het Getty Museum in Los Angeles

Het J. Paul Getty Museum is een kunstmuseum in Californië met twee vestigingen: het Getty Center en de Getty Villa. Het Getty Center is gevestigd in Brentwood, een wijk in het westen van Los Angeles, is de bijzonderste locatie van het museum en huisvest de collecties van westerse kunst van de middeleeuwen tot op heden. Het ontvangt ca. 1,3 miljoen bezoekers per jaar en is daarmee een van de meest bezochte musea van de Verenigde Staten. De verzameling voorwerpen uit de Klassieke Oudheid, met Griekse, Romeinse en Etruskische kunst, bevindt zich sinds 2006 weer in Malibu in de grondig gerenoveerde Getty Villa.

## Geschiedenis
In 1945 kocht J. Paul Getty, een oliemagnaat en in zijn tijd een van de rijkste mensen ter wereld, een domein van bijna 26 hectare aan de kust van de Stille Oceaan in Malibu, Californië, in de wijk Pacific Palisades. In de woning op het domein bracht hij zijn kunstverzameling onder die bestond uit Griekse en Romeinse artefacten, Franse meubels uit de 18e eeuw en schilderijen van Europese meesters.

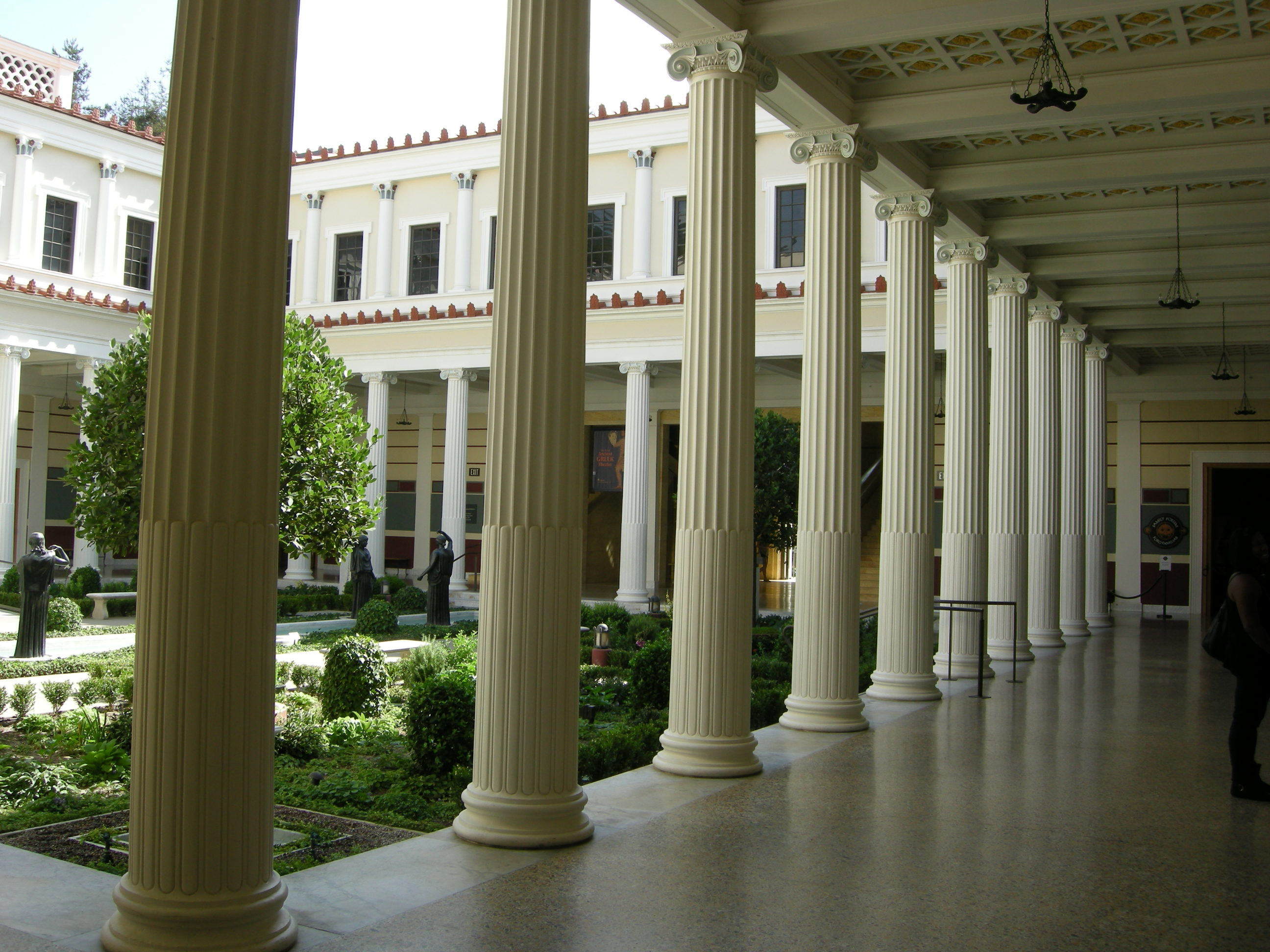
De Getty Villa in Malibu, peristilium.

Vanaf 1954 stelde hij zijn woning af en toe open voor het publiek en in 1968 begon hij met de plannen voor het bouwen van een villa in Romeinse stijl, die zou dienstdoen als museum voor zijn collectie. Gefascineerd als hij was door de kunst uit het Middellandse Zeegebied
liet hij een villa bouwen, die gebaseerd was op de grondplannen van de Villa dei Papiri in Herculaneum. De villa die door Getty gebouwd werd, was geen exacte kopie van het voorbeeld in Herculaneum, dat was trouwens ook nooit de bedoeling. Aan het begin van de jaren 90 van de 20e eeuw begonnen onderzoekingen aan de Villa dei Papiri die aan het licht brachten dat de villa niet gelijkvloers was zoals tot dan toe gedacht, maar vier verdiepingen had die terrasgewijs naar de zee afliepen, dat was dus duidelijk niet in de plannen van Getty voorzien. In 1974 werd het museum geopend.
Na J. Paul Getty’s overlijden in 1976 ging het museum en de collectie op in de J. Paul Getty Museum Trust, opgericht in 1953, die het beheer van de collectie en het museum op zich nam. Discussies over de erfenis sleepten aan tot in 1982, dan kreeg de J. Paul Getty Museum Trust nagenoeg het volledige vermogen toegewezen en in 1983 werd de naam gewijzigd in J. Paul Getty Trust. De Getty Trust is een van de rijkste museale instellingen ter wereld met een geschat vermogen van US$ 5,6 miljard in 1911.
In 1997 werd het nieuwe Getty Center geopend in het nabijgelegen Brentwood en de collectie werd in het nieuwe museum ondergebracht. Het originele museum in Malibu werd volledig gerenoveerd en opende zijn deuren opnieuw in 2006 als een educatief centrum voor Griekse, Romeinse en Etruskische kunst. De Getty Villa, zoals het vernieuwde complex nu genoemd wordt, behield zijn originele structuur, maar werd omringd met nieuwe gebouwen zodat de beschikbare oppervlakte bijna verdubbeld werd.

## Collecties
Men kan een groot deel van de collectie raadplegen op de website van het J. Paul Getty Museum. Naast de schilderijen (438) en handschriften (6.592 pagina’s) die hieronder meer uitgebreid behandeld worden, zijn er ook belangrijke collecties van tekeningen (911), sculpturen (2.160) en foto’s (54.680) die men in de collecties online kan raadplegen.

### Getty Villa
In de Getty Villa zijn ongeveer 44.000 stukken ondergebracht uit een periode lopend van 6.500 v. Chr. tot 400 n. Chr. De collectie bevat beeldhouwwerken, reliëfs, mozaïeken, paneelschilderingen en fresco’s, vazen, flessen, drinkschalen en amforae, kandelaars en olielampen, juwelen, spelden, armbanden, spiegels, kammen, gespen en allerhande siervoorwerpen, munten, grafmonumenten en votiefgiften en een collectie van de meest diverse gebruiksvoorwerpen.

### Schilderijen

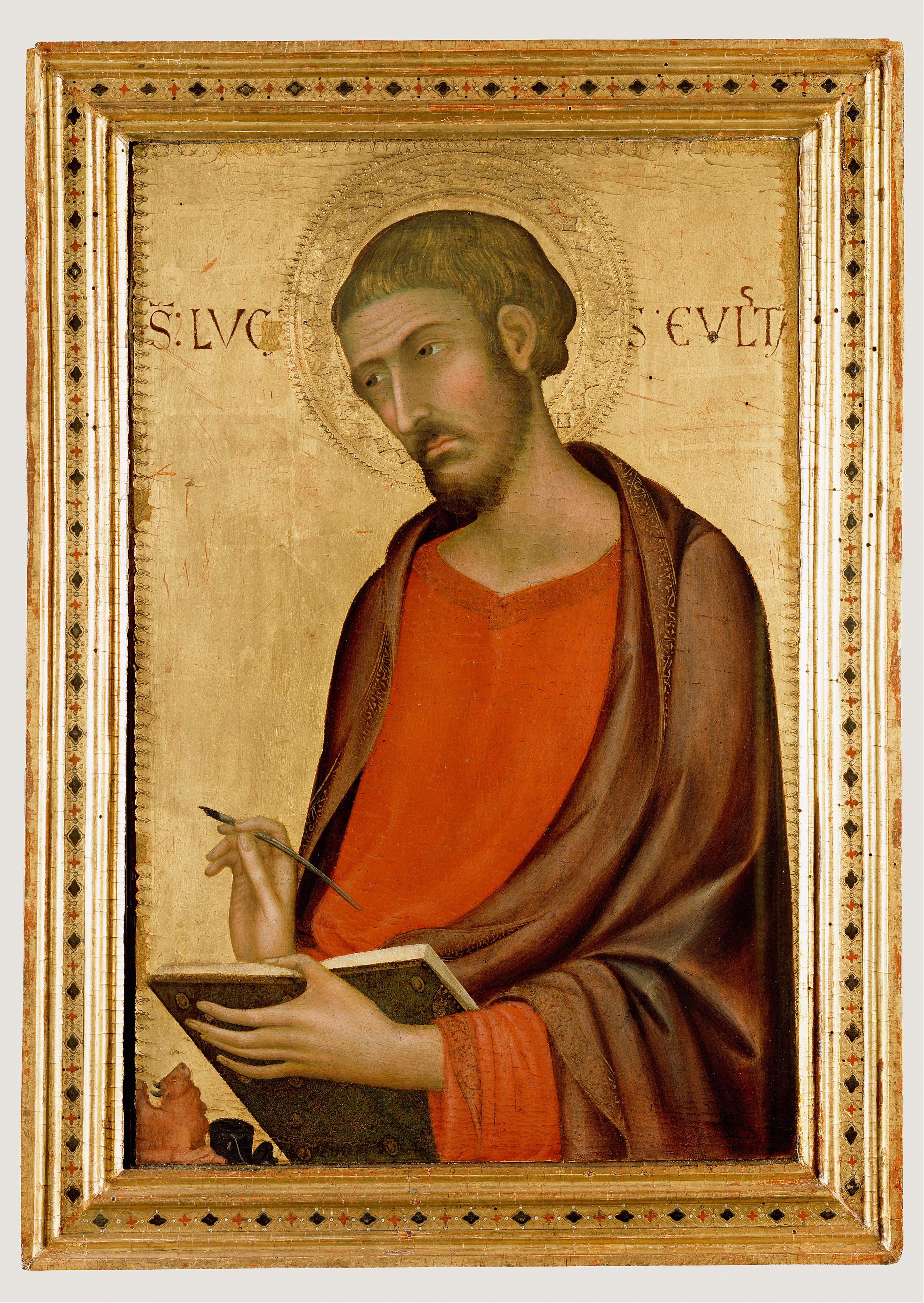
Simone Martini, De heilige Lucas, ca. 1330.

Onder meer de volgende schilders zijn vertegenwoordigd in de collecties van het museum.
Gotiek
Fra Angelico, volger van Robert Campin, Simone Martini
Vlaamse primitieven
Dieric Bouts, atelier van Rogier van der Weyden, Martin Schongauer
Renaissance
Ambrosius Bosschaert de Oude, Andrea Mantegna, Antonio da Correggio, Bernardo Daddi, Dosso Dossi, Francesco di Giorgio Martini, Gentile da Fabriano, Giulio Romano, Hans Holbein de Jonge, Jan Gossaert, Joachim Beuckelaer, Jacob van Hulsdonck, Lorenzo di Credi, Lorenzo Lotto, Paolo Veronese, navolger van Rafaël, Titiaan, Vittore Carpaccio
Barok
Bernardino Mei, Antoon van Dyck, Bartolomé Esteban Murillo, Frans Hals, Frans Snyders, Georges de La Tour, Giovanni Battista Tiepolo, Giovanni Lanfranco, Herman Naiwincx, Hyacinthe Rigaud, Jacob Jordaens, Jan Brueghel de Jonge, Jan Brueghel de Oude, Jan Lievens, Jan van de Cappelle, Jan Steen, Lodovico Carracci, Peter Lely, Peter Paul Rubens, Rembrandt van Rijn, Roelant Savery, Willem Kalf

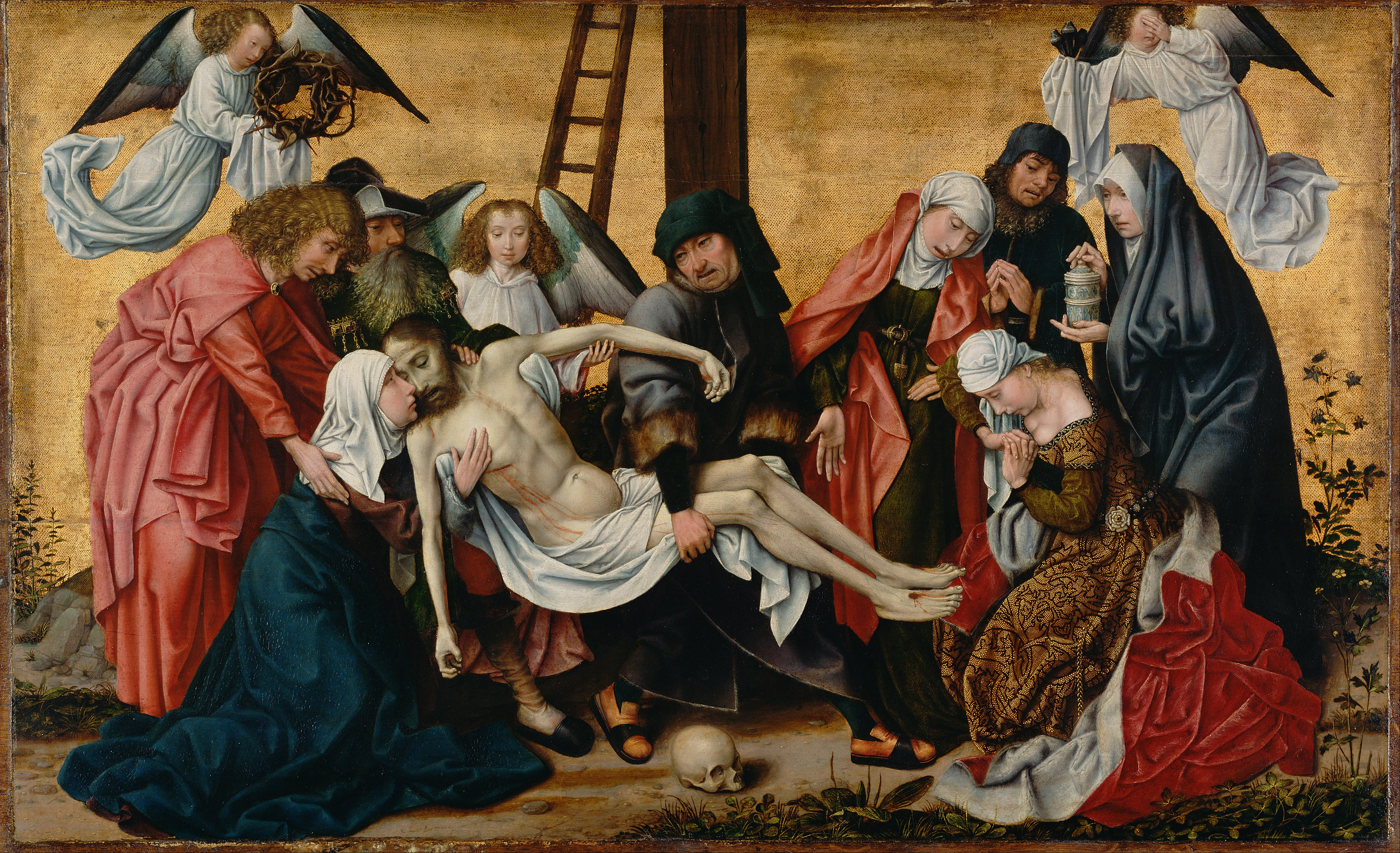
Navolger van Rogier van der Weyden, Kruisafneming, ca. 1490
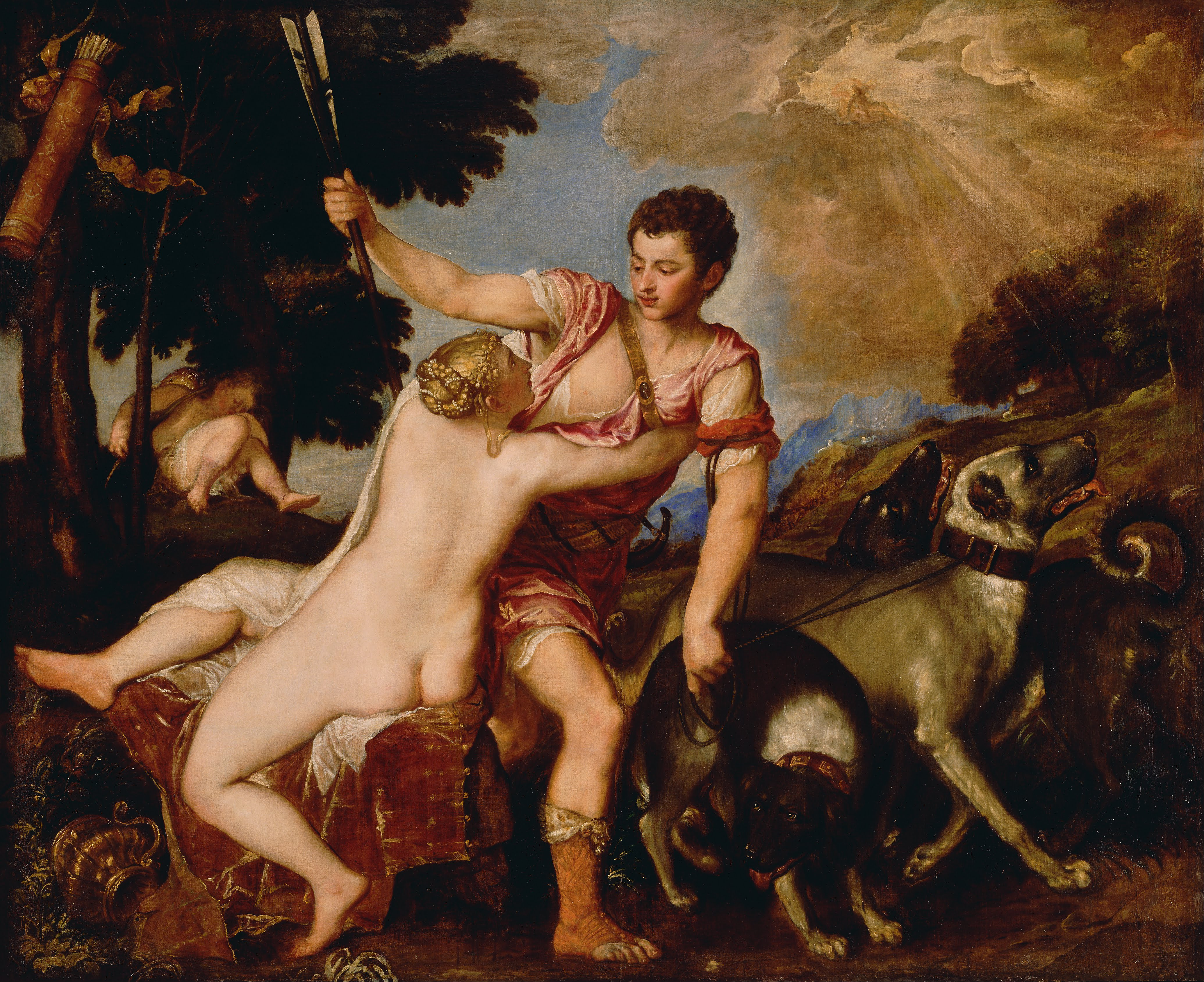
Titiaan, Venus en Adonis, 1555-1560

Rococo
Canaletto, Étienne-Maurice Falconet, François Boucher, Francesco Guardi, Giovanni Battista Pittoni, Giovanni Battista Tiepolo, Jacob de Wit, Jacques-Louis David, Jean-Baptiste Pater, Jean-Antoine Watteau, Jean-Baptiste Siméon Chardin, Jean-Baptiste Greuze, Jean-Baptiste Perronneau, Jean-Honore Fragonard, Jean-Marc Nattier, Nicolas Poussin, Pietro Longhi, Rosalba Carriera, Nicolas de Largillière, Sebastiano Ricci
Classicisme
Jean-Baptiste-Camille Corot, Thomas Gainsborough, John William Godward,
Romantiek (stroming)
Eugène Delacroix, Francisco de Goya, Théodore Géricault, William Turner
Realisme
Jean-Baptiste Corot, Jean-François Millet
Impressionisme
Edgar Degas, Camille Pissarro, Claude Monet, Édouard Manet, Pierre-Auguste Renoir
Postimpressionisme
Henri de Toulouse-Lautrec, Paul Cézanne, Paul Gauguin, Vincent van Gogh
Symbolisme
James Ensor, Fernand Khnopff
Expressionisme
Edvard Munch

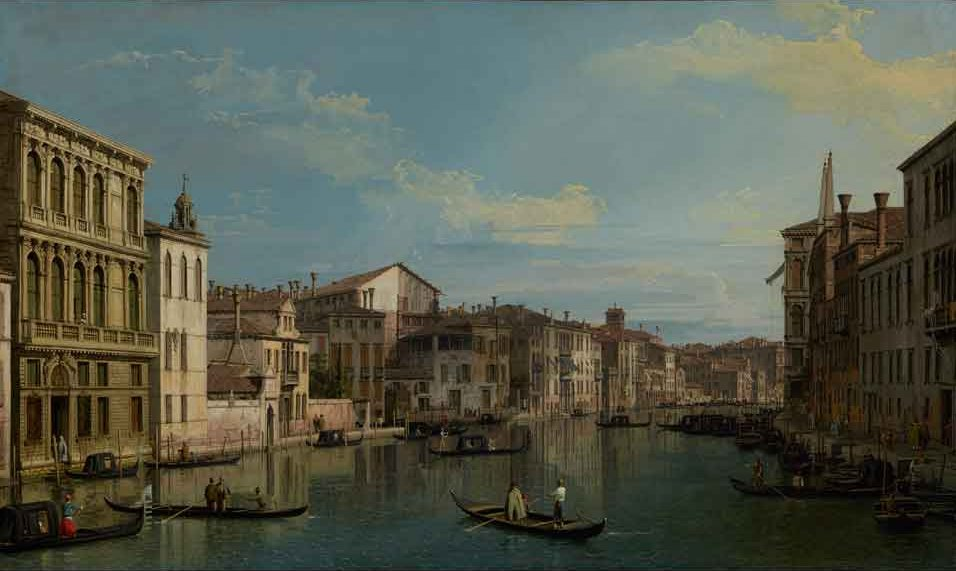
Canaletto, Canal Grande in Venetië, ca. 1738
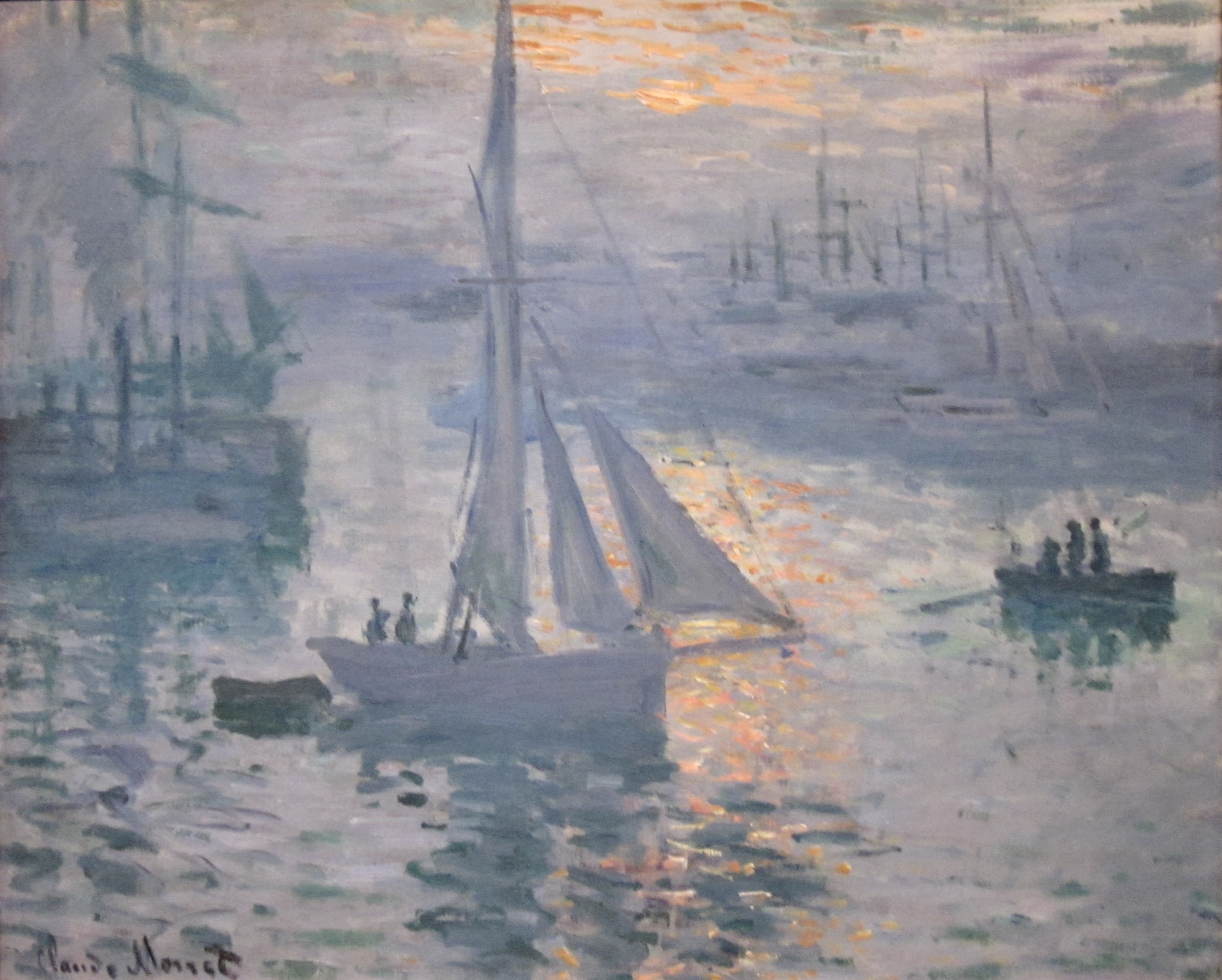
Claude Monet, Zonsopgang, 1873

### Handschriften
In 1983 kon het Getty Museum de collectie handschriften van Peter Ludwig aankopen toen die in financiële moeilijkheden kwam. Dit vormde de hoeksteen voor de rijke handschriftencollectie van het Getty Museum.
Volgende lijst geeft een selectie uit de rijke handschriftencollectie van het museum:
- 9e Eeuw
Evangeliarium (Karolingisch), Lorsch
Lectionarium (Karolingisch), Rijn-Maasstreek

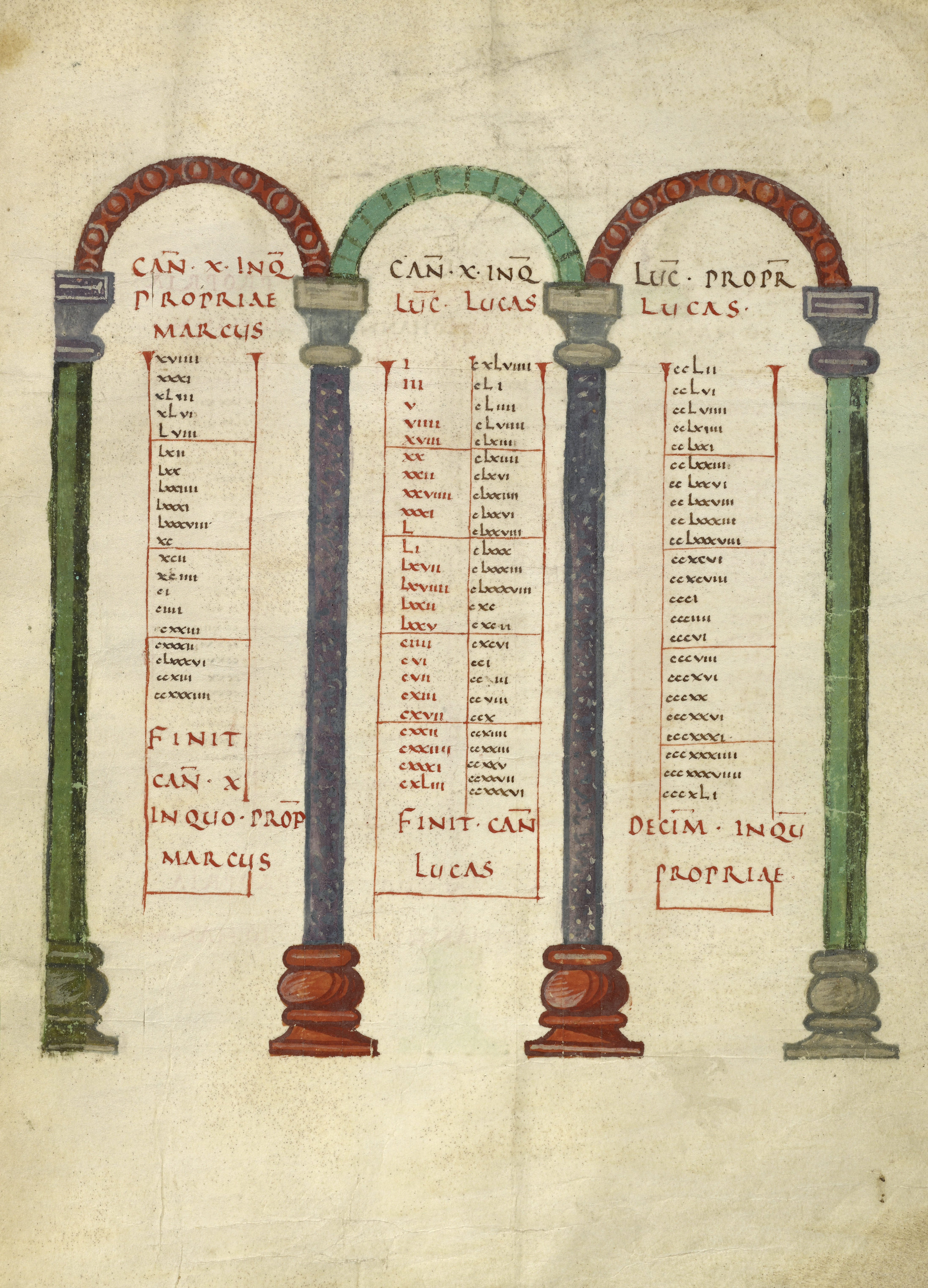
Canonpagina, Evangeliarium (Karolingisch), Lorsch
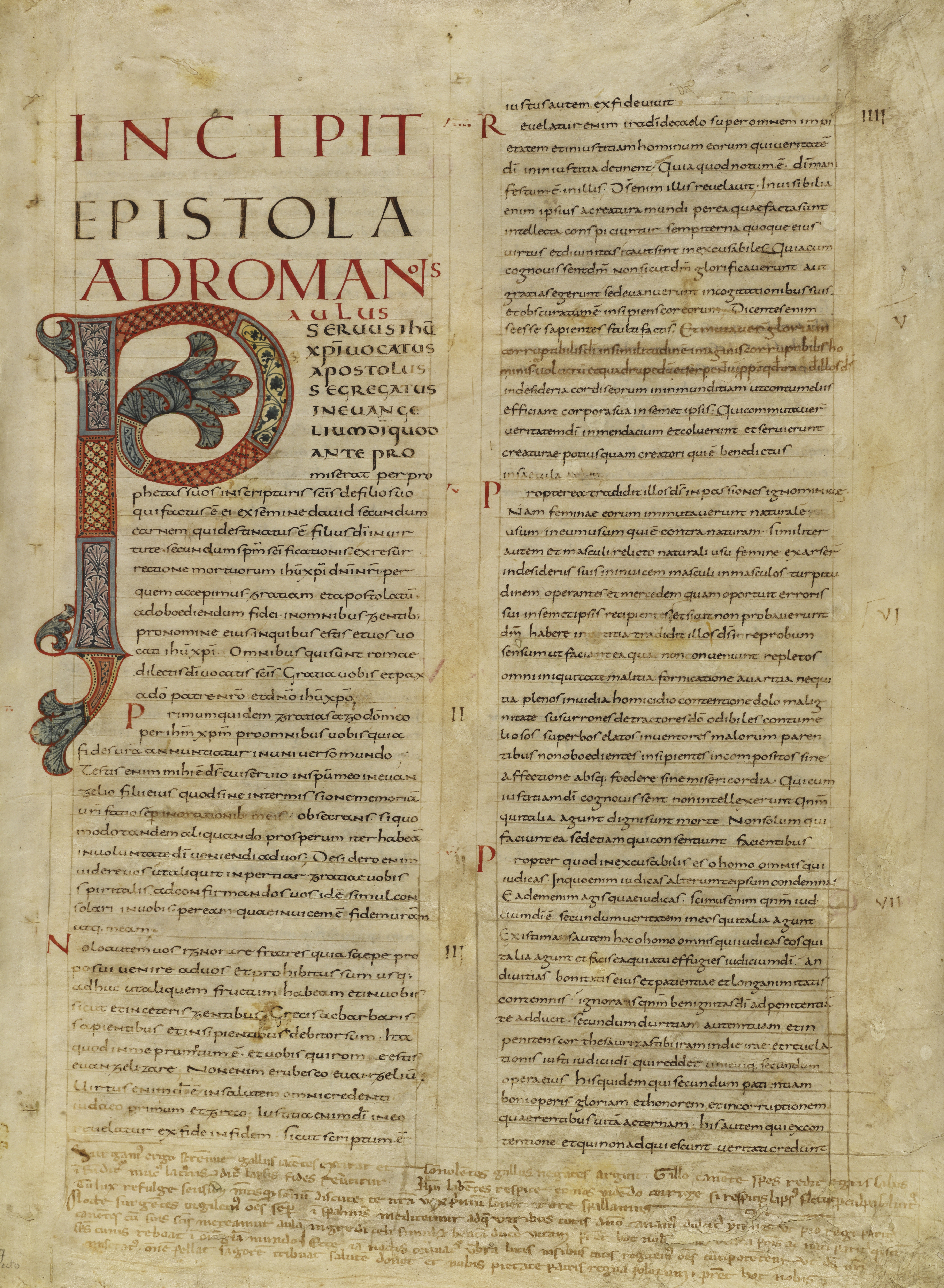
Pagina uit Karolingische Bijbel uit Tours
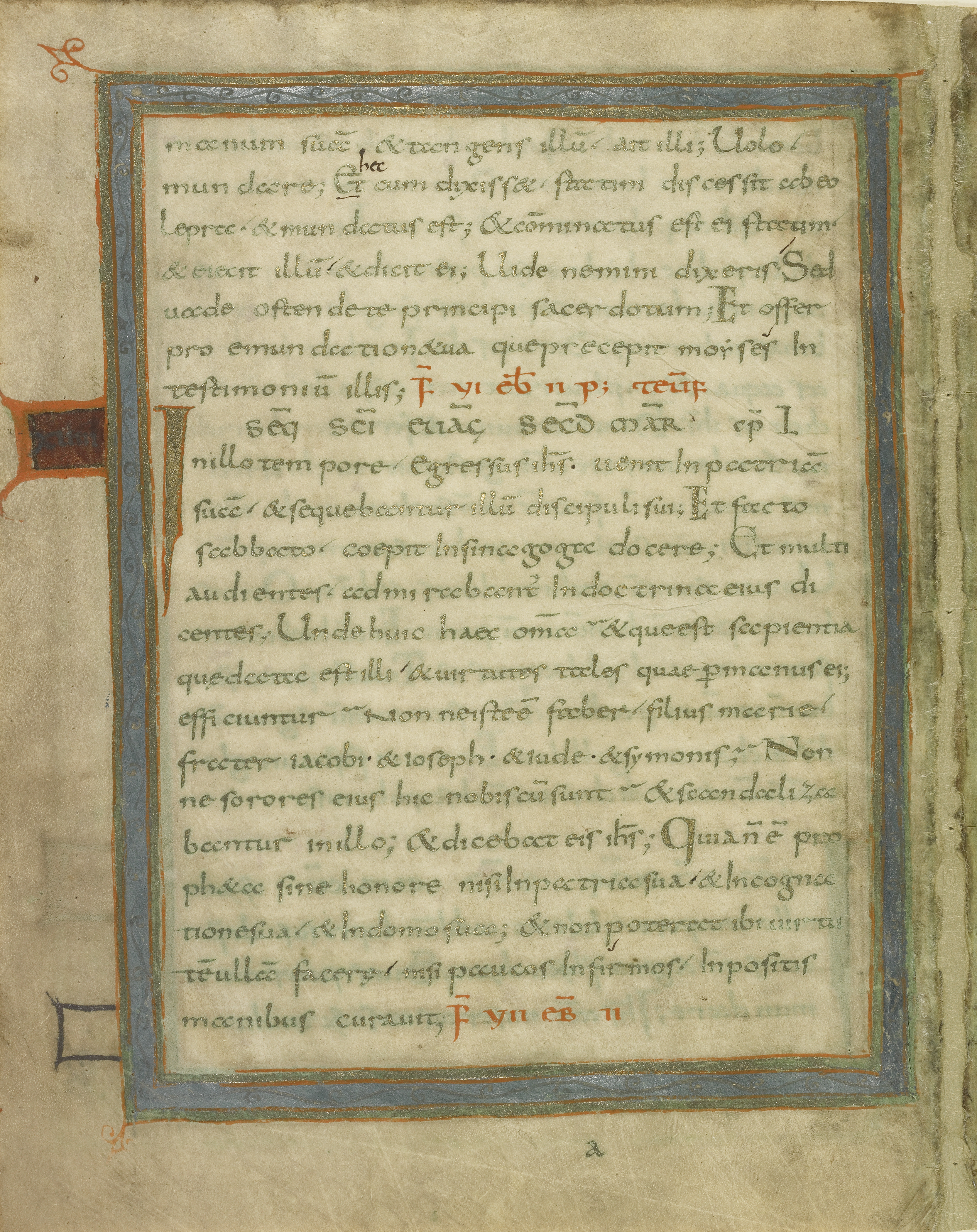
Verluchtte pagina uit Karolingische lectionarium

- 10e Eeuw
Lectionarium (Ottoons), afkomstig van Reichenau
Lectionarium (Ottoons), afkomstig van Sankt Gallen
Evangeliarium, Angelsaksisch ca. 1000, Canterbury (?)

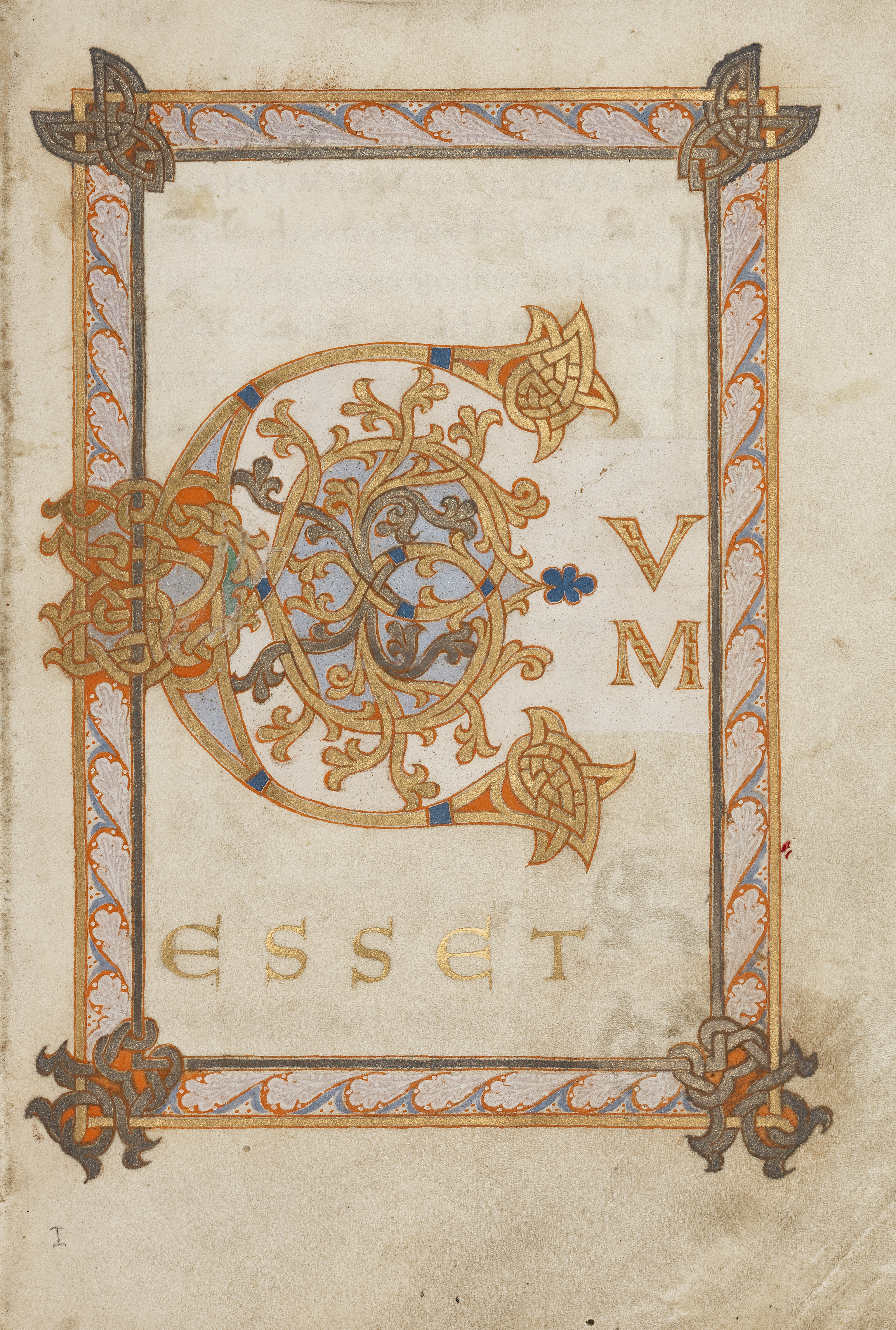
Gedecoreerde initiaal C, lectionarium Reichenau
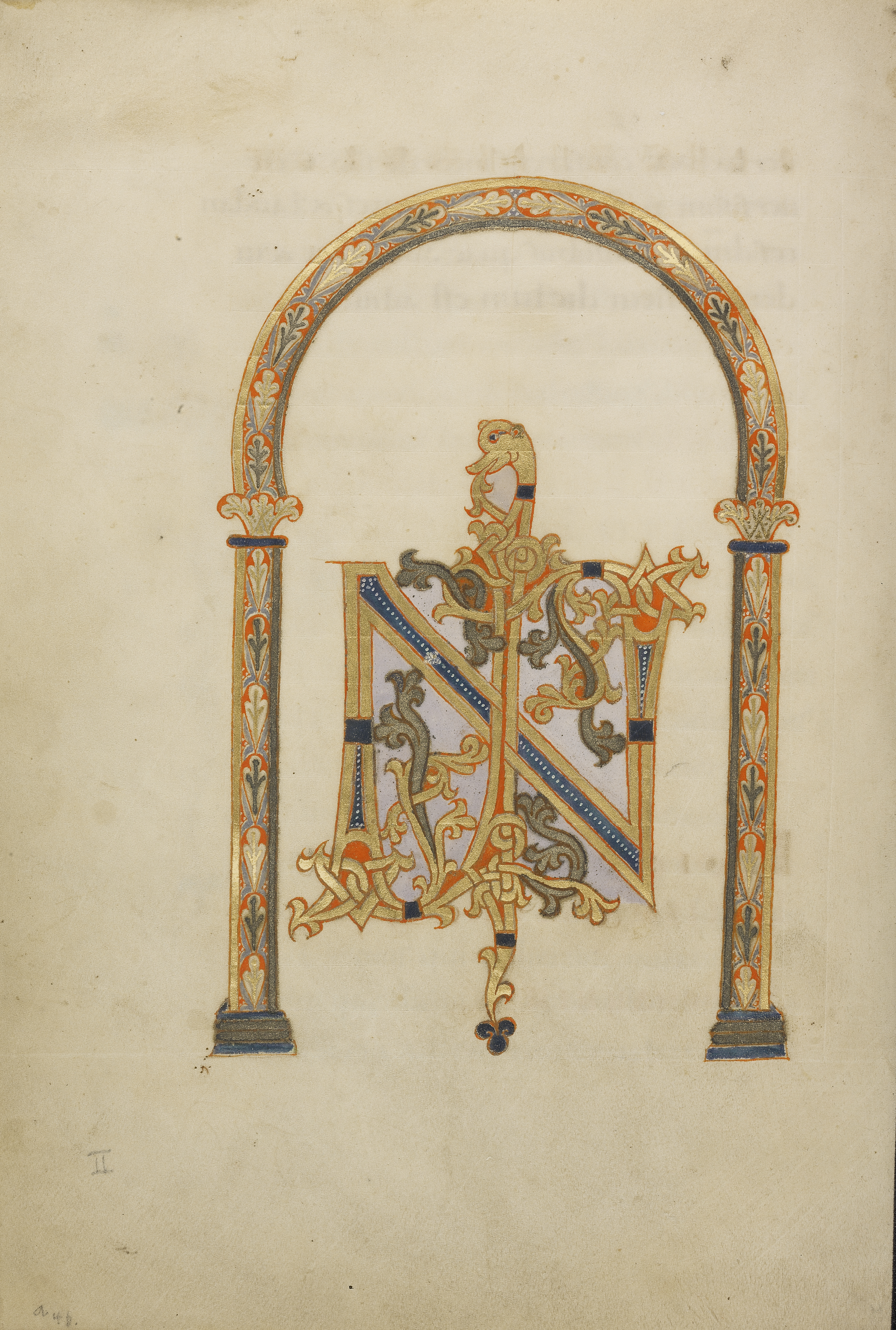
Gedecoreerde monogram, lectionarium Reichenau
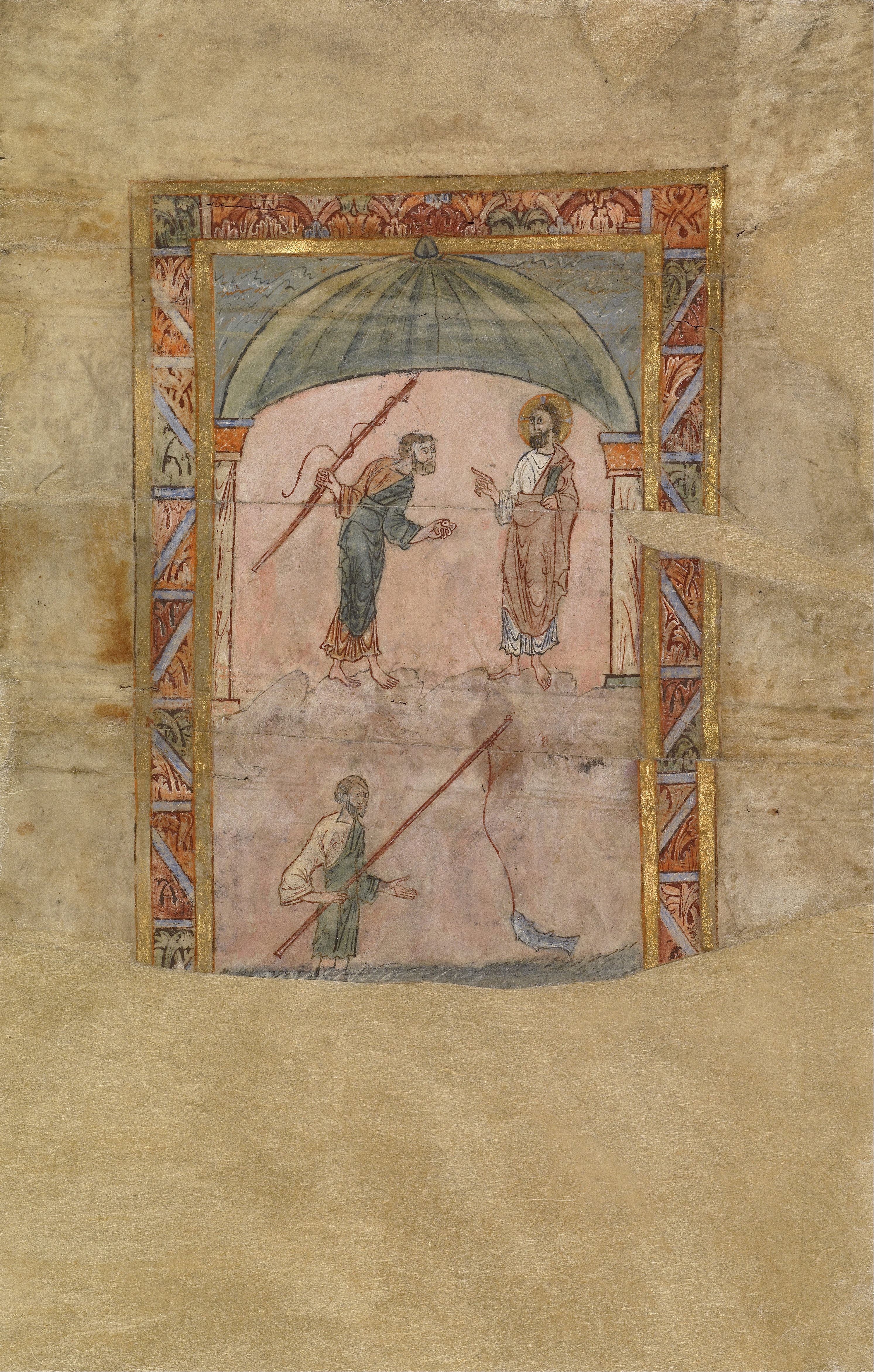
Losse folio uit een evangeliarium uit Canterbury, het mirakel van de stater, Anglo-Saksisch

- 11e Eeuw
Benedictionarium (Ottoons), Regensburg abdij van Niederaltaich
Sacramentarium (Ottoons), toegeschreven aan Nivardus van Milaan
Sacramentarium (Ottoons), Fulda ca. 1025-1050

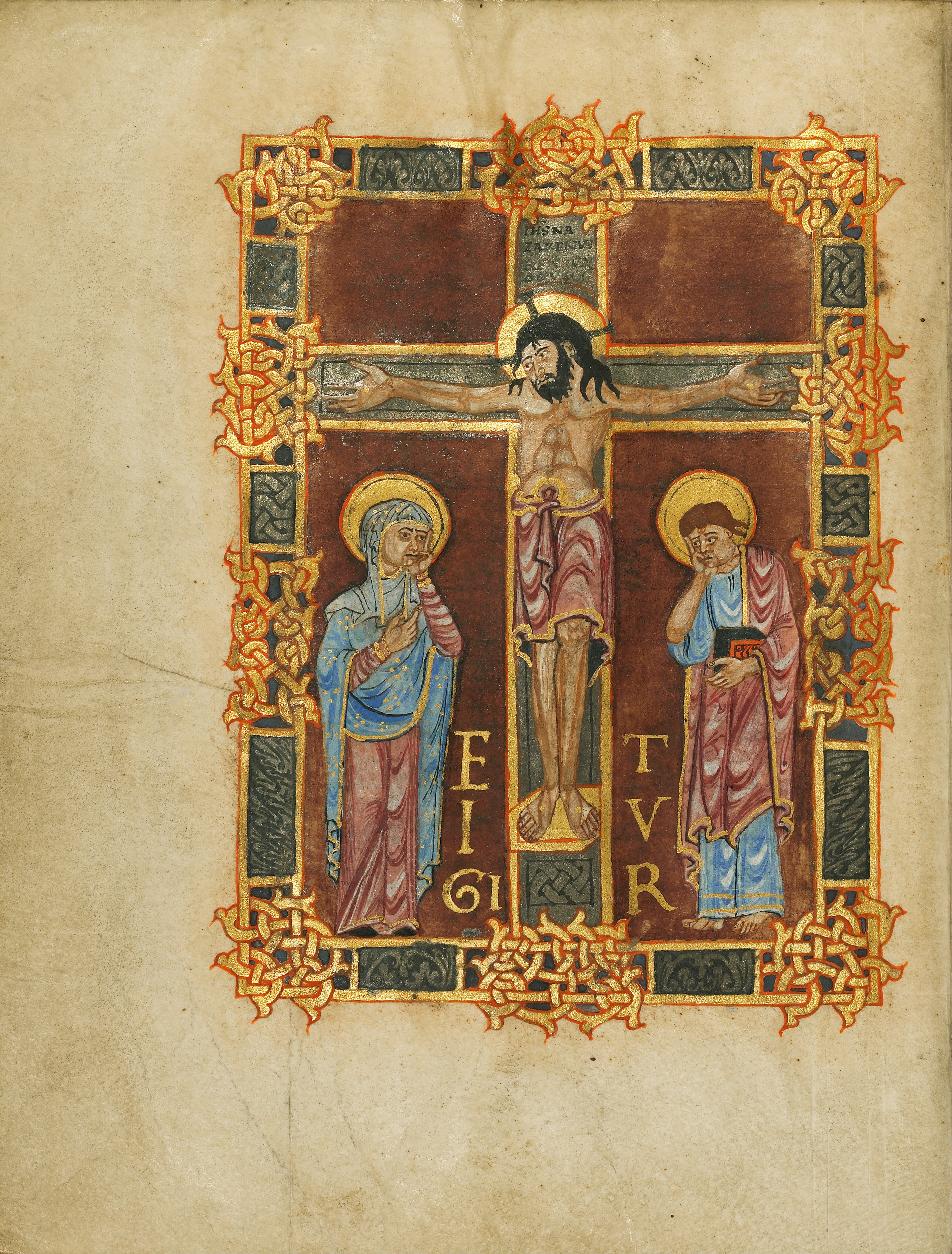
Nivardus van Milaan, Sacramentarium
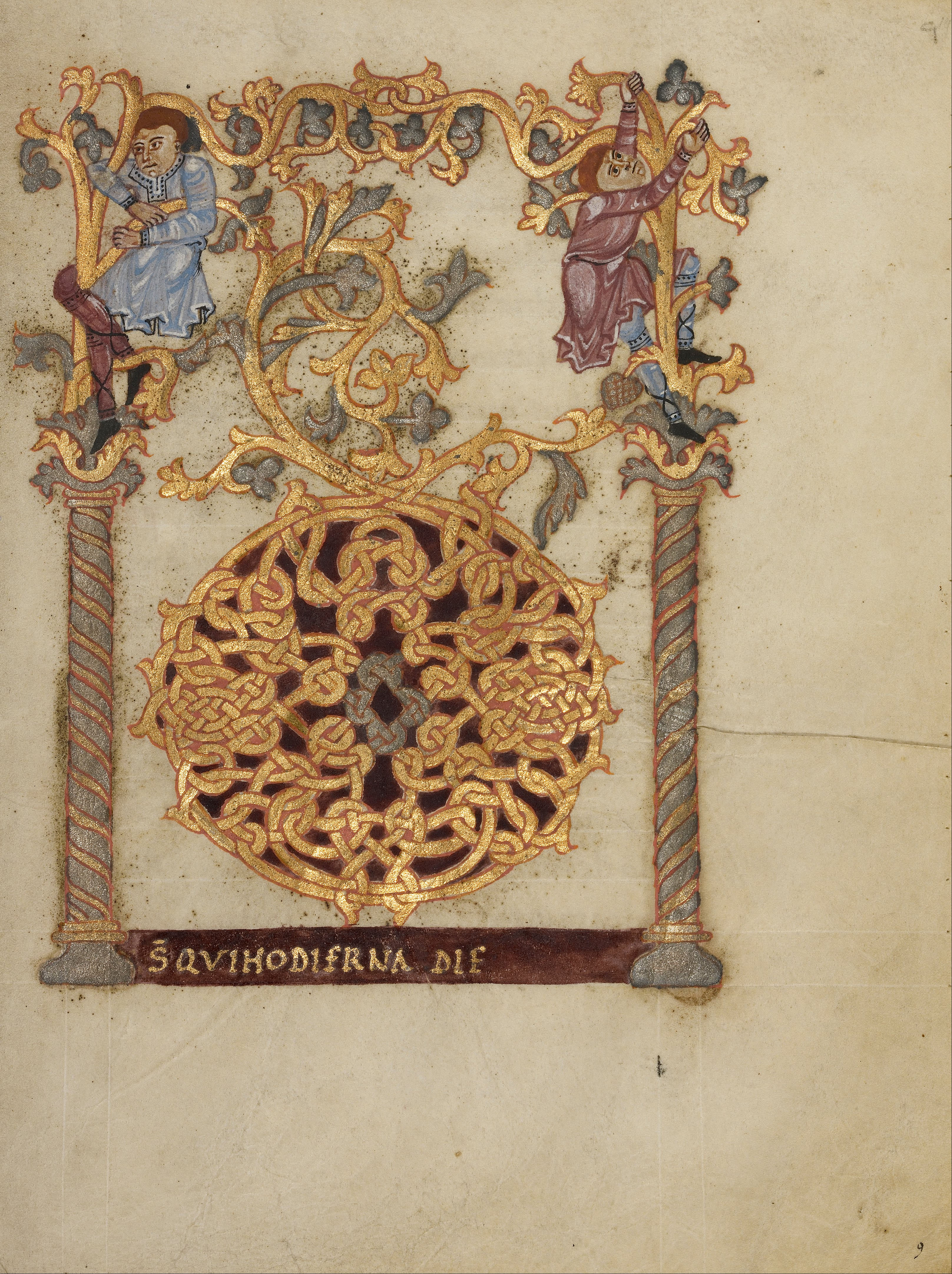
Nivardus van Milaan, Sacramentarium
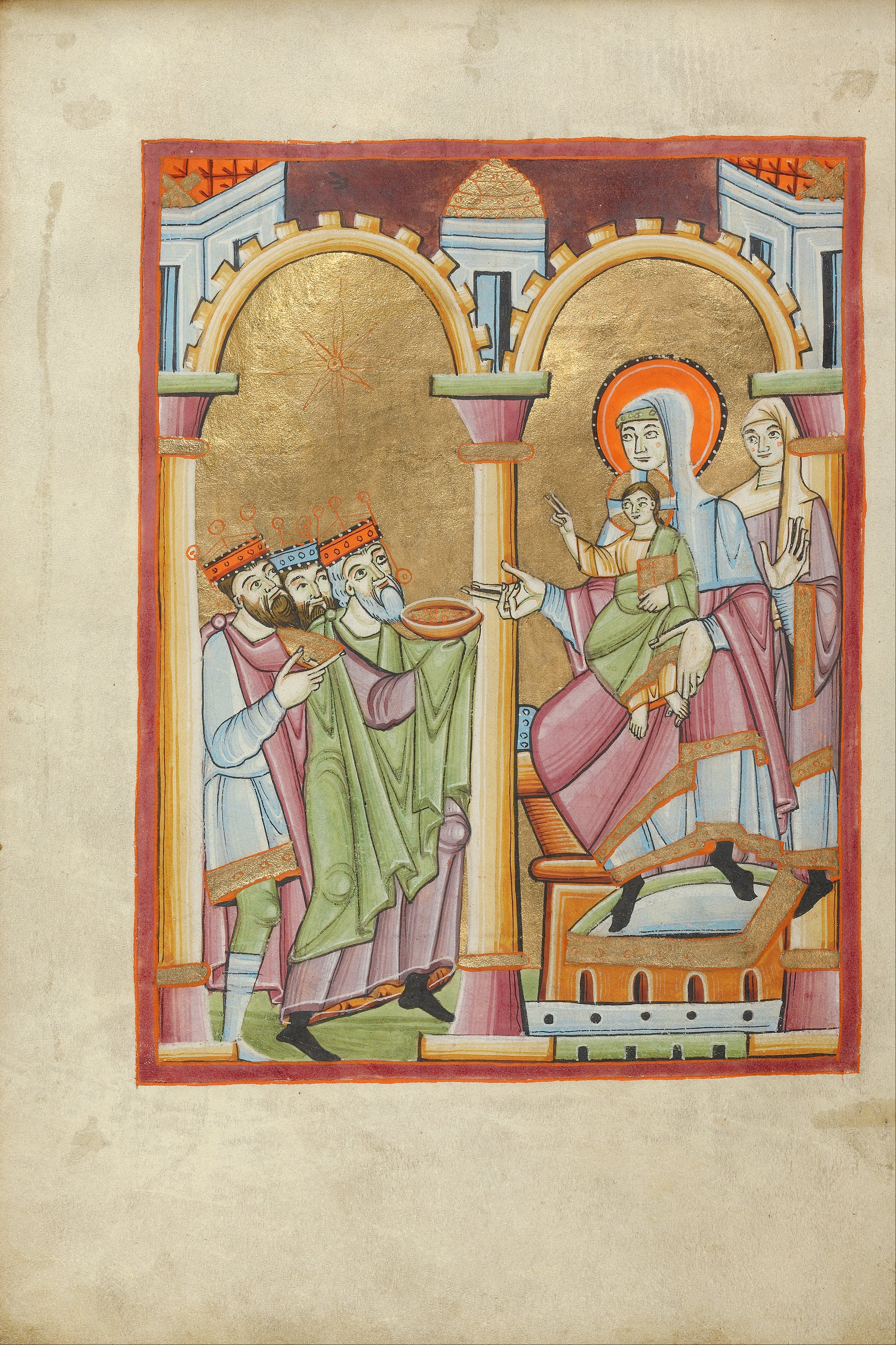
Benedictionarium

- 12e Eeuw
Evangeliarium, Farfa, Lazio (Italië) ca. 1100
Breviarium van Montecassino, ca. 1150
Vita Christi, Engeland tussen 1170 en 1200
Stammheim missaal, Hildesheim ca. 1170

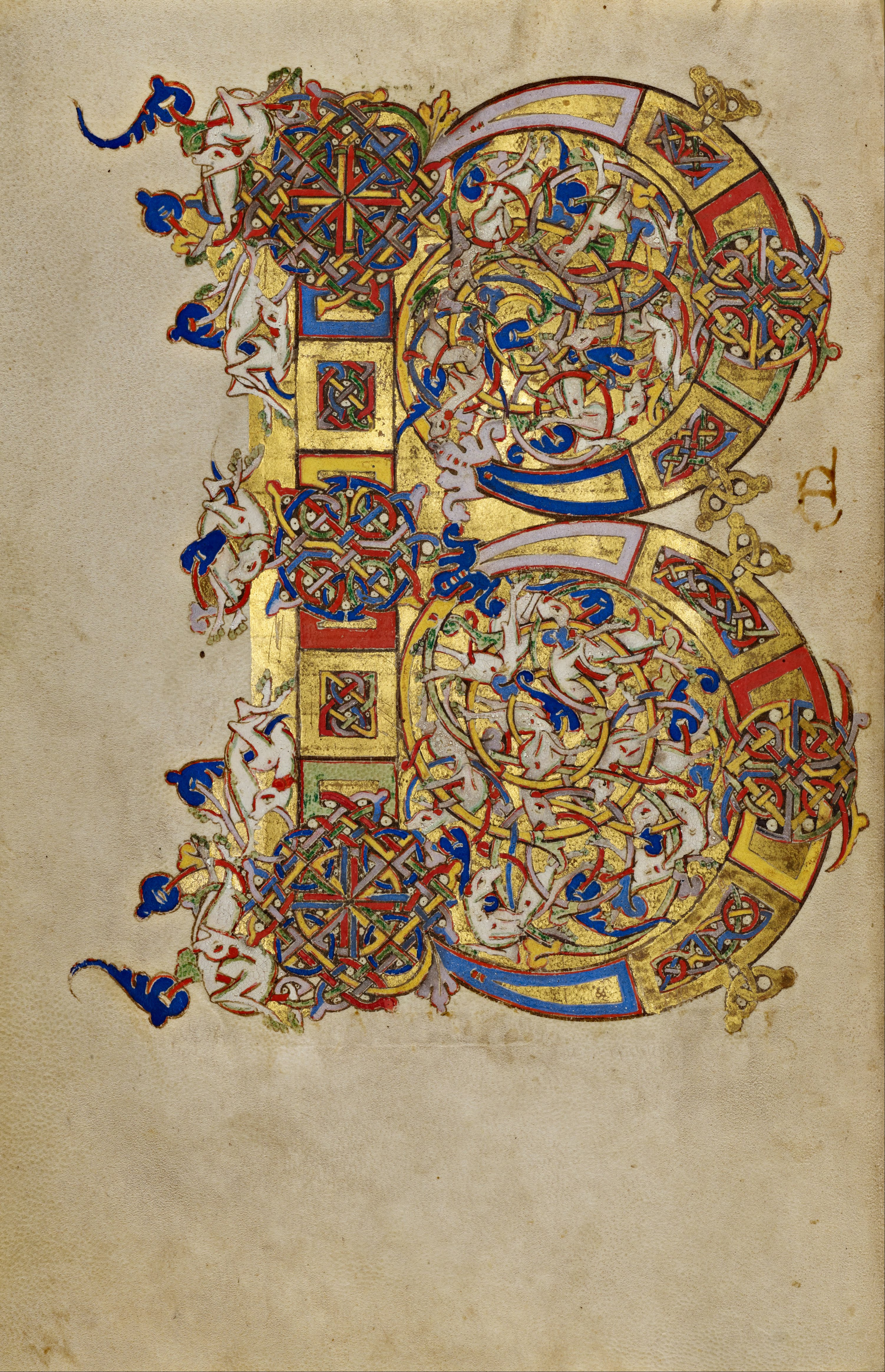
Breviarium van Montecassino
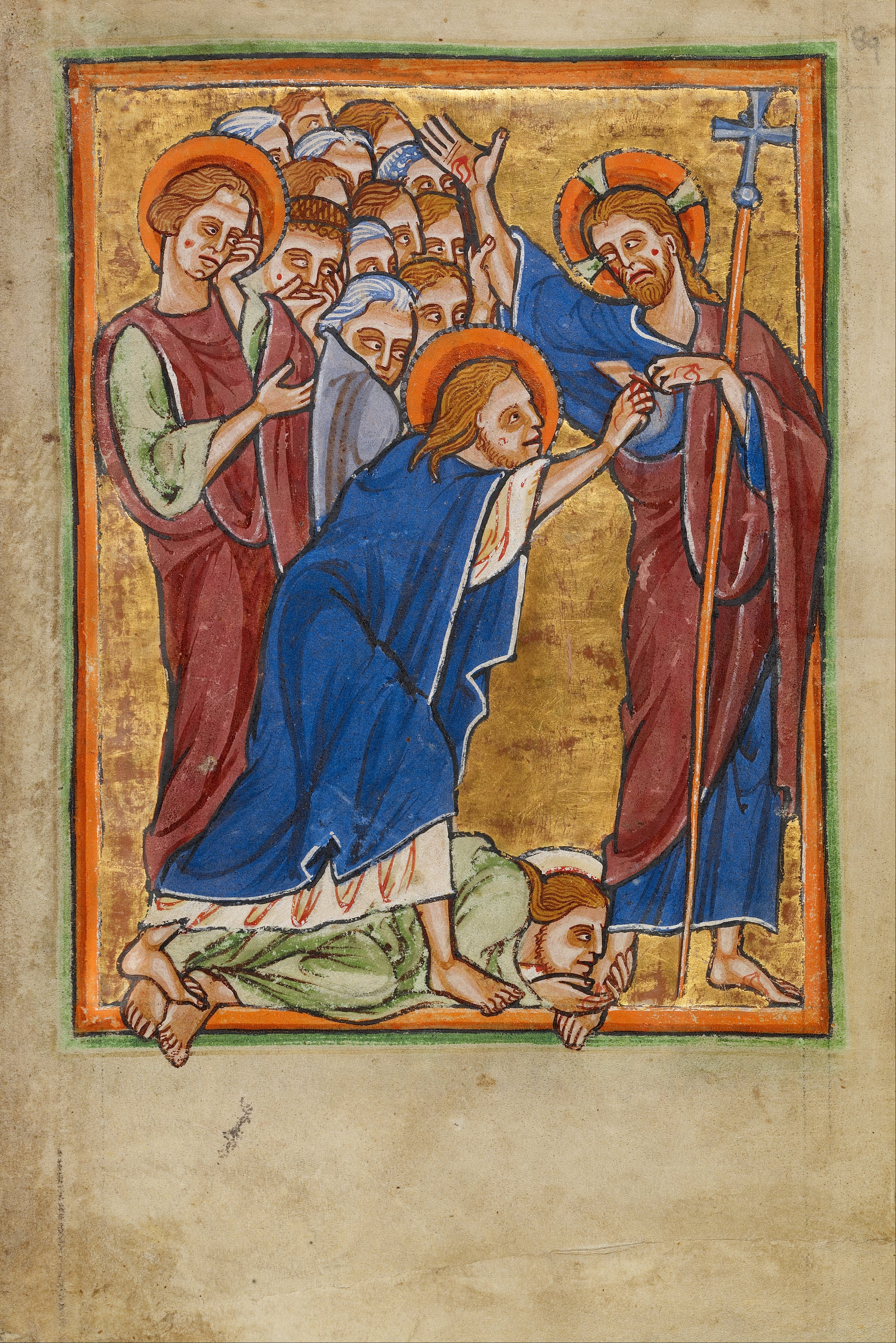
Vita Christi
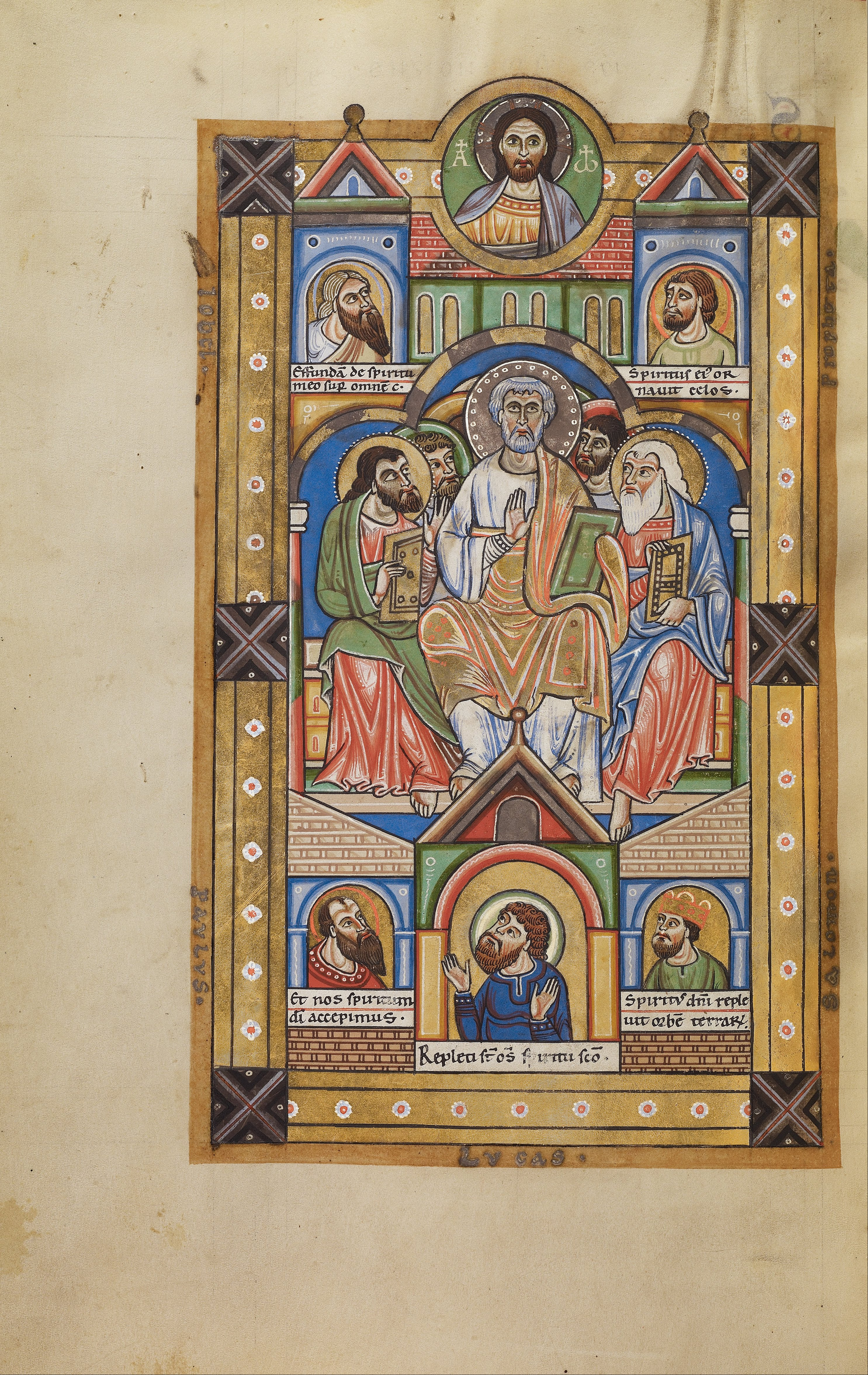
Stamheim Missaal

- 13e Eeuw
Psalter, Meester van het Ingeborg Psalter, ca. 1205, Noyon
Byzantijns evangeliarium
Psalter, Duitsland, 1240-1250 Würzburg
Wenceslaus Psalter, Parijs, 1250-1260
Ruskin getijden, Frans, ca. 1300
Bute psalter, Bute-meester, Atelier van de Passie-meester, ca. 1260-1290
Bestiarium, Frans-Vlaams, Hugo van Fouilloy, na 1277
Psalter, Duitsland (Würzburg) ca. 1240

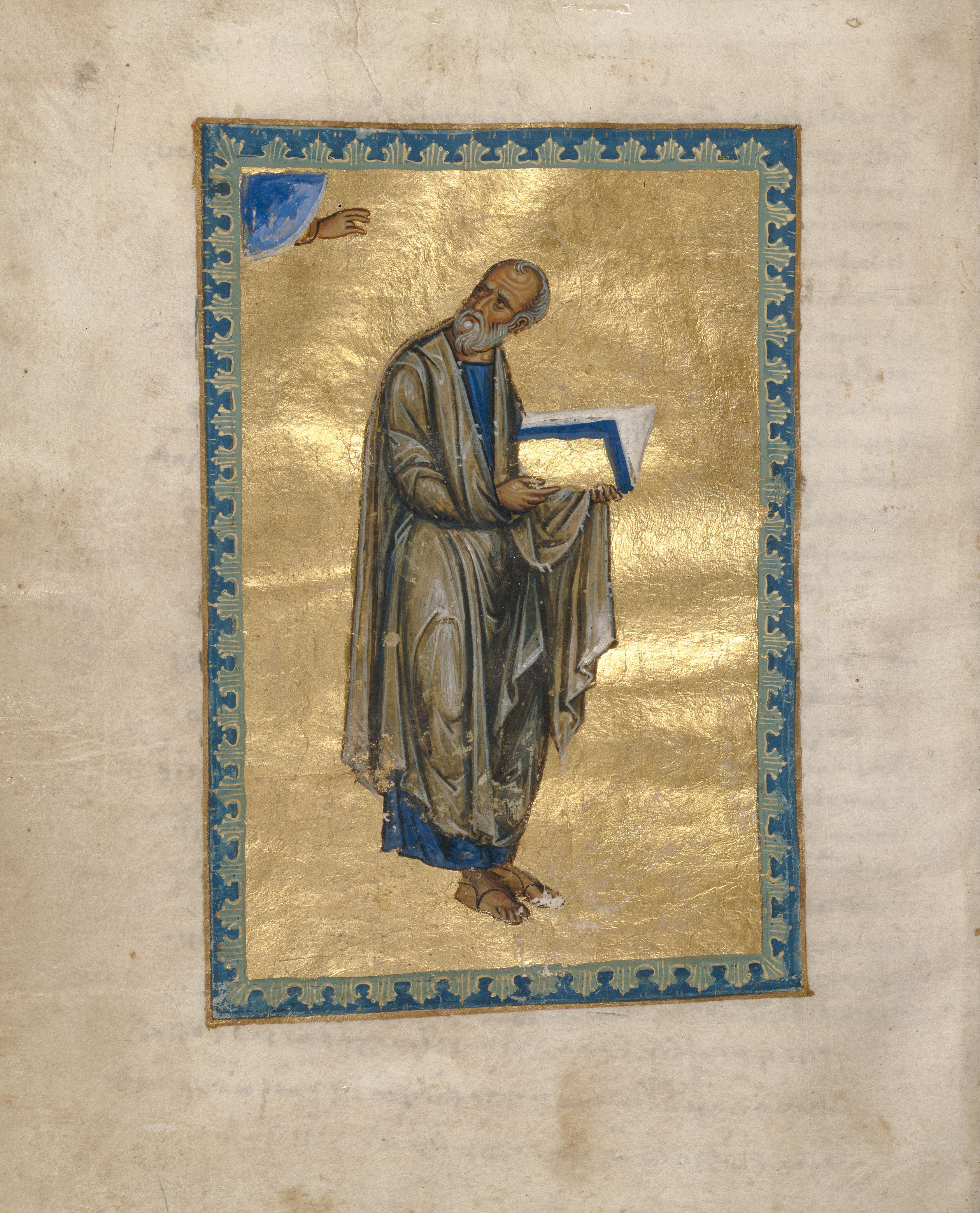
Byzantijns evangeliarium,H. Johannes
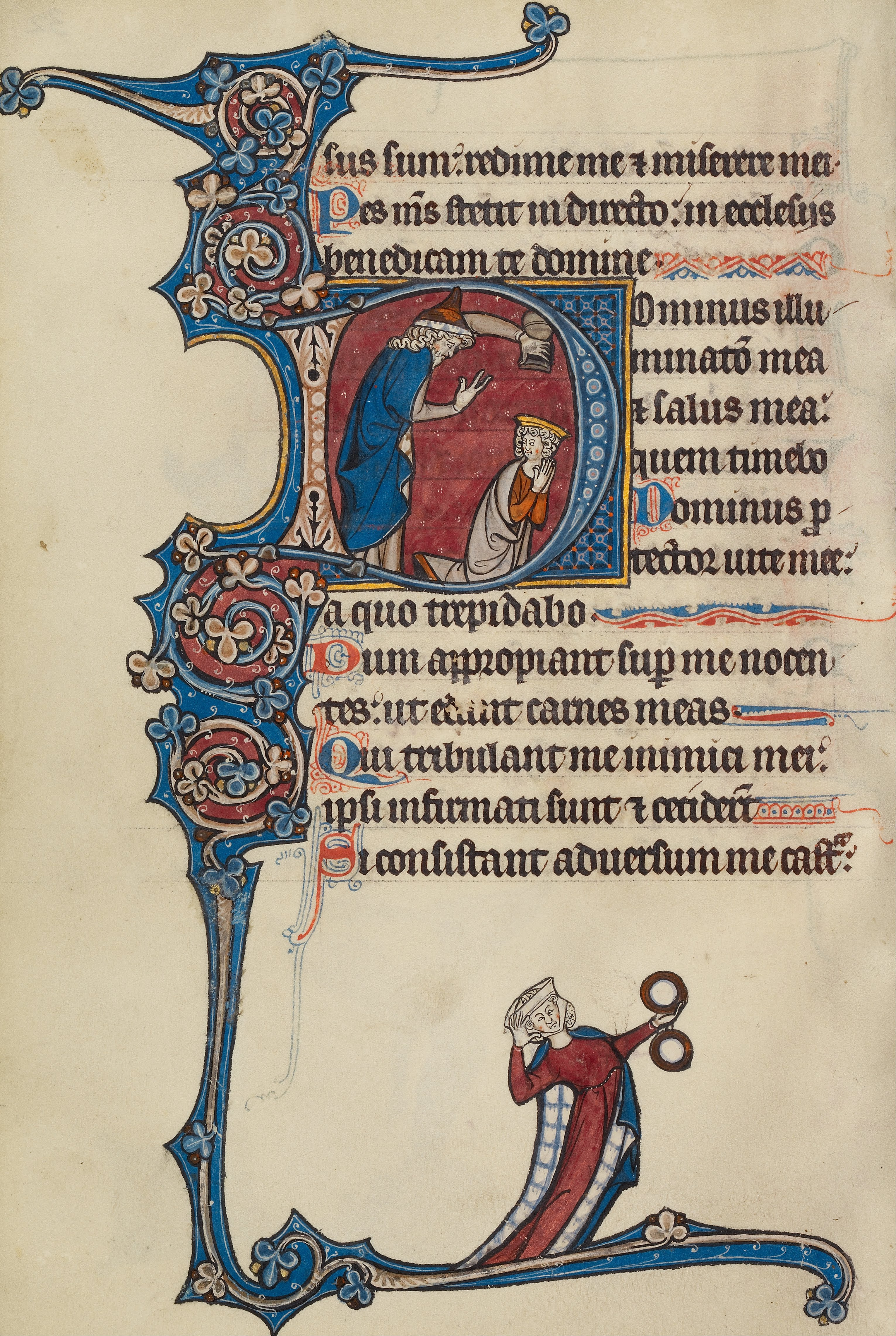
Bute Psalter
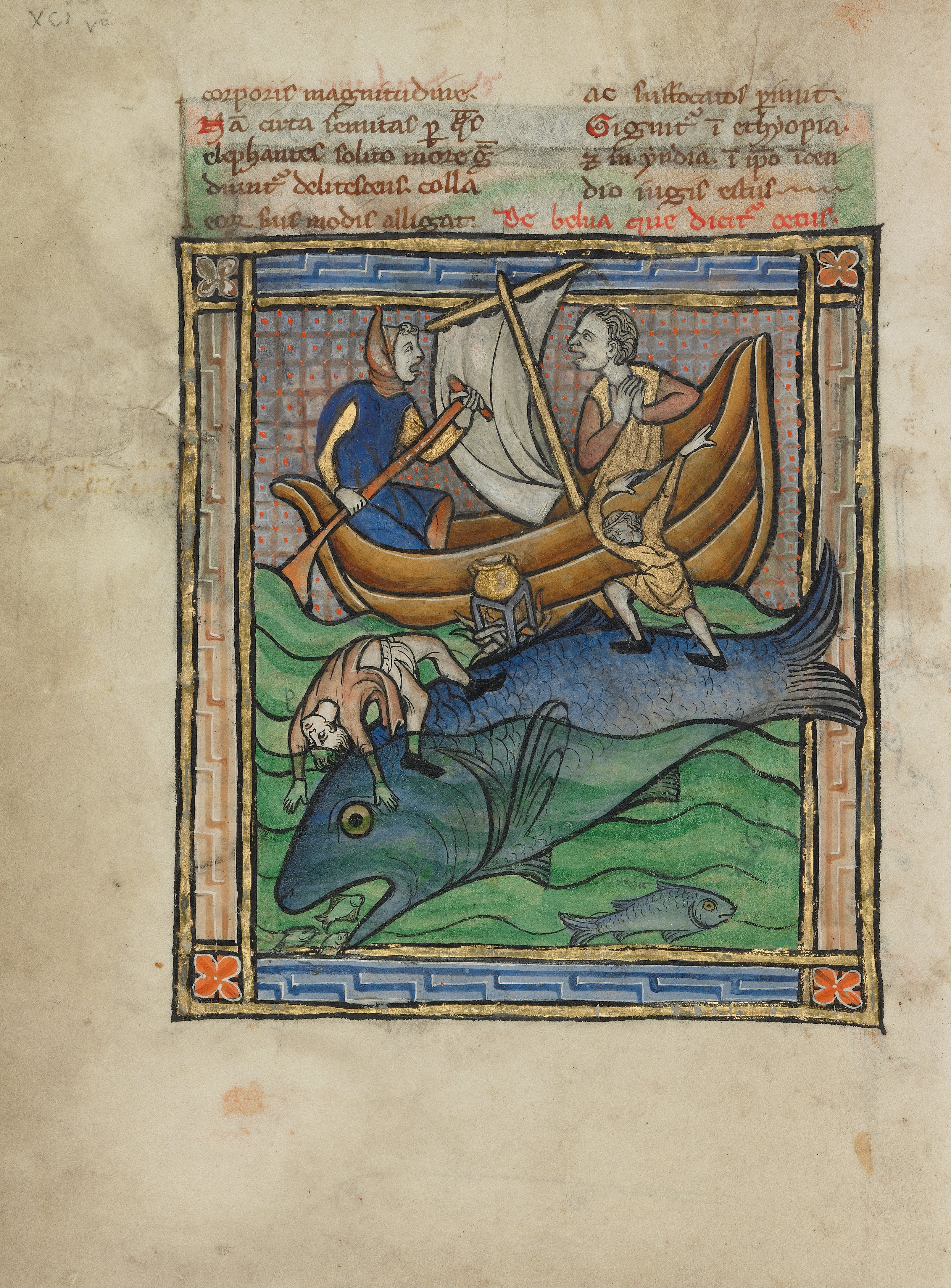
Bestiarium

- 14e Eeuw
Bible Historiale, Meester van Jean de Mandeville, Guyart des Moulins, Peter Comestor, ca. 1360-1370
Breviarium, Parijs, ca. 1320-1325
Vita beatae Hedwigis, Atelier aan het hof van hertog Lodewijk I van Brieg en Liegnitz
Turijn-Milaan-Getijdenboek, 1 folio (deels 14e eeuw Bourges Frankrijk, deels 15e eeuw Den Haag)

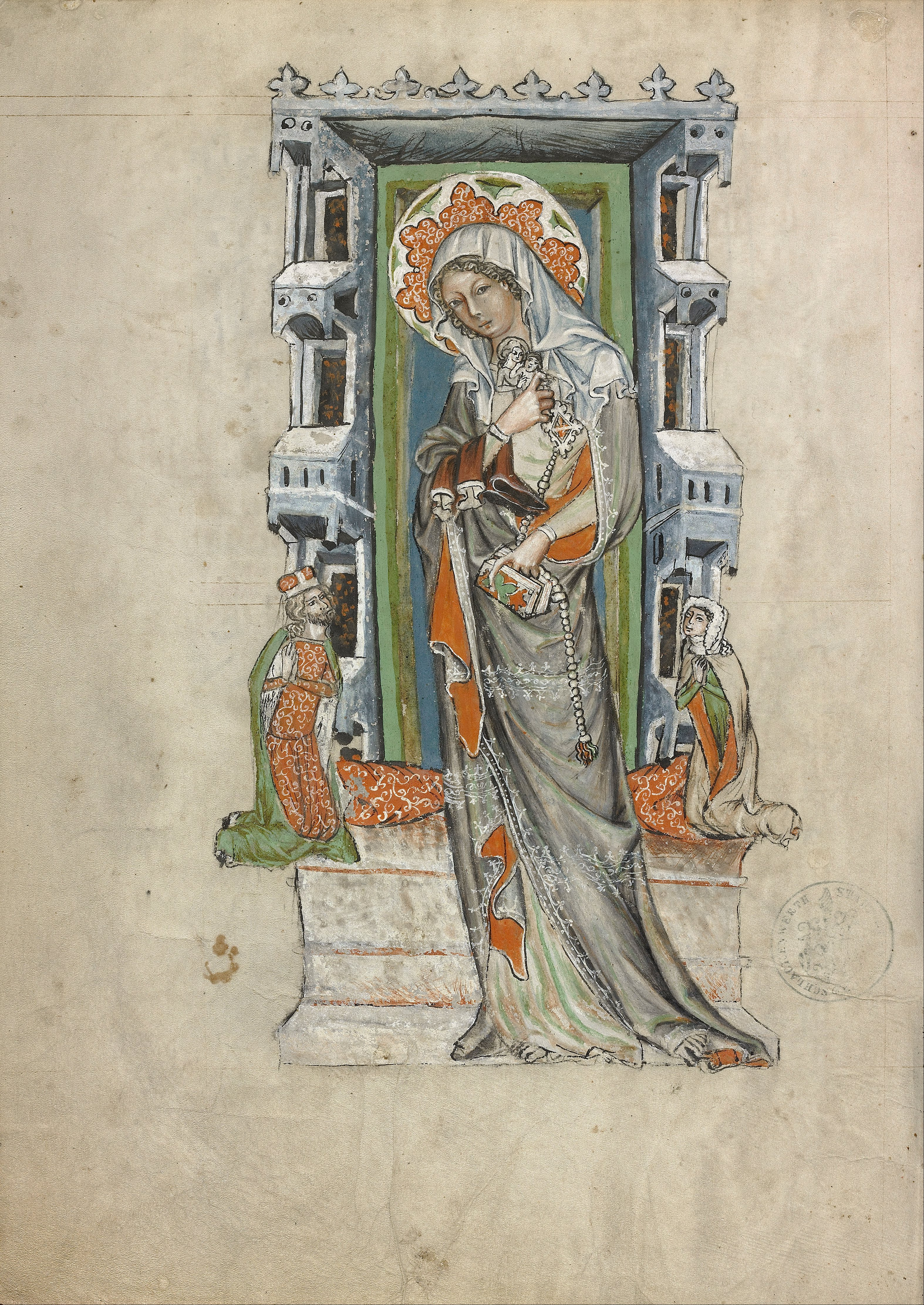
De heilige Hedwige van Silesië, Vita beatae Hedwigis
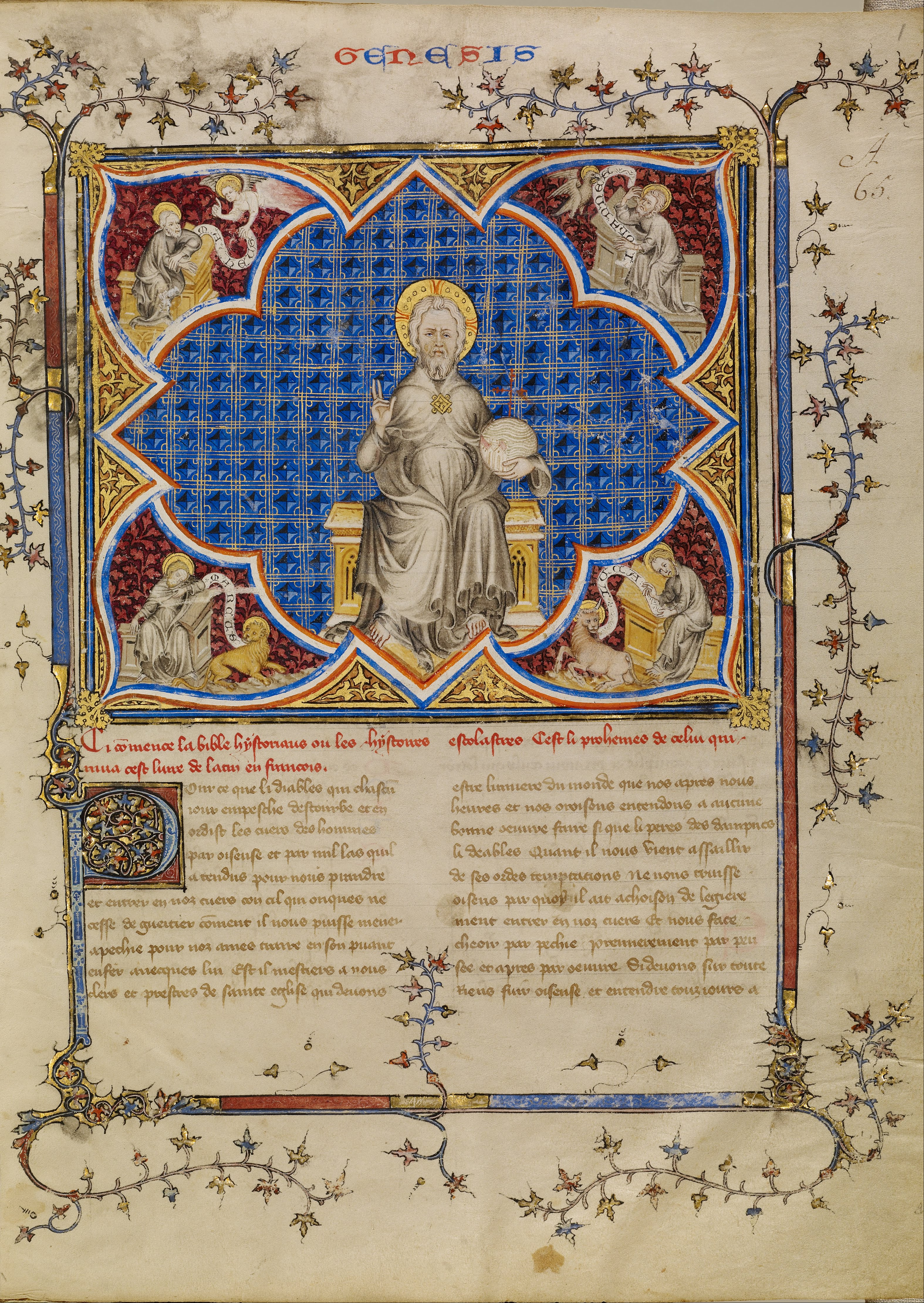
Meeester van Jean de Mandeville, ca. 1350 - 1370
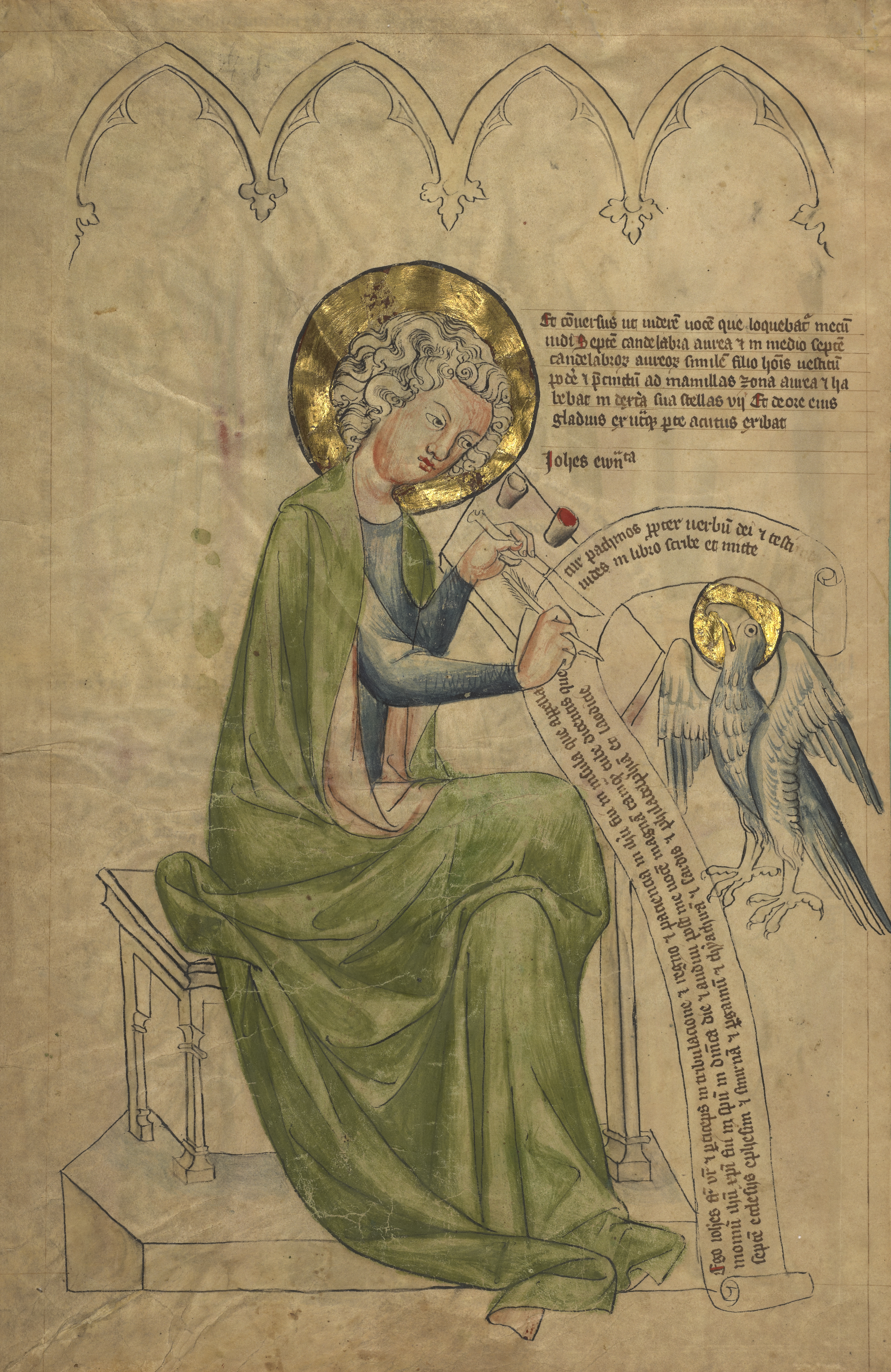
De H. Johannes (losse folio), 1340-1350

- 15e Eeuw
Getijden van Simon de Varie, Jean Fouquet ca. 1455
Linnenweversmissaal, Meesters van Dirc van Delf
Getijdenboek, Meesters van Dirc van Delf,
Llangattock-getijdenboek, Meester van de Llangattock-getijden, Willem Vrelant
Gebedenboek van Karel de Stoute, Weense meester van Maria van Bourgondië, Lieven van Lathem
Giovanni Boccaccio’s De casibus virorum illustrium
Les Visions du chevalier Tondal, Simon Marmion, ca. 1475
Arenberg Getijden, Brugge ca. 1460, Willem Vrelant
Getijdenboek, 1430-1440, Meester van Guillebert de Mets, Getijdenboek
Gebedenboek van München-Montserrat
Valerius Maximus van Jan Crabbe Abt van de Abdij Onze-Lieve-Vrouw Ten Duinen in Koksijde
Livre des fais d'Alexandre le grant, Meester van de Jardin de vertueuse consolation , ca.1470-1475
Getijdenboek van Louis XII, Jean Bourdichon
Des cas des nobles hommes et femmes, Boucicaut-meester
Getijdenboek, Atelier van de Bedford-meester
Getijdenboek naar Utrechts gebruik, Meester van Evert Zoudenbalch
Histoire de Charles Martel, (15 folia), Loyset Liedet

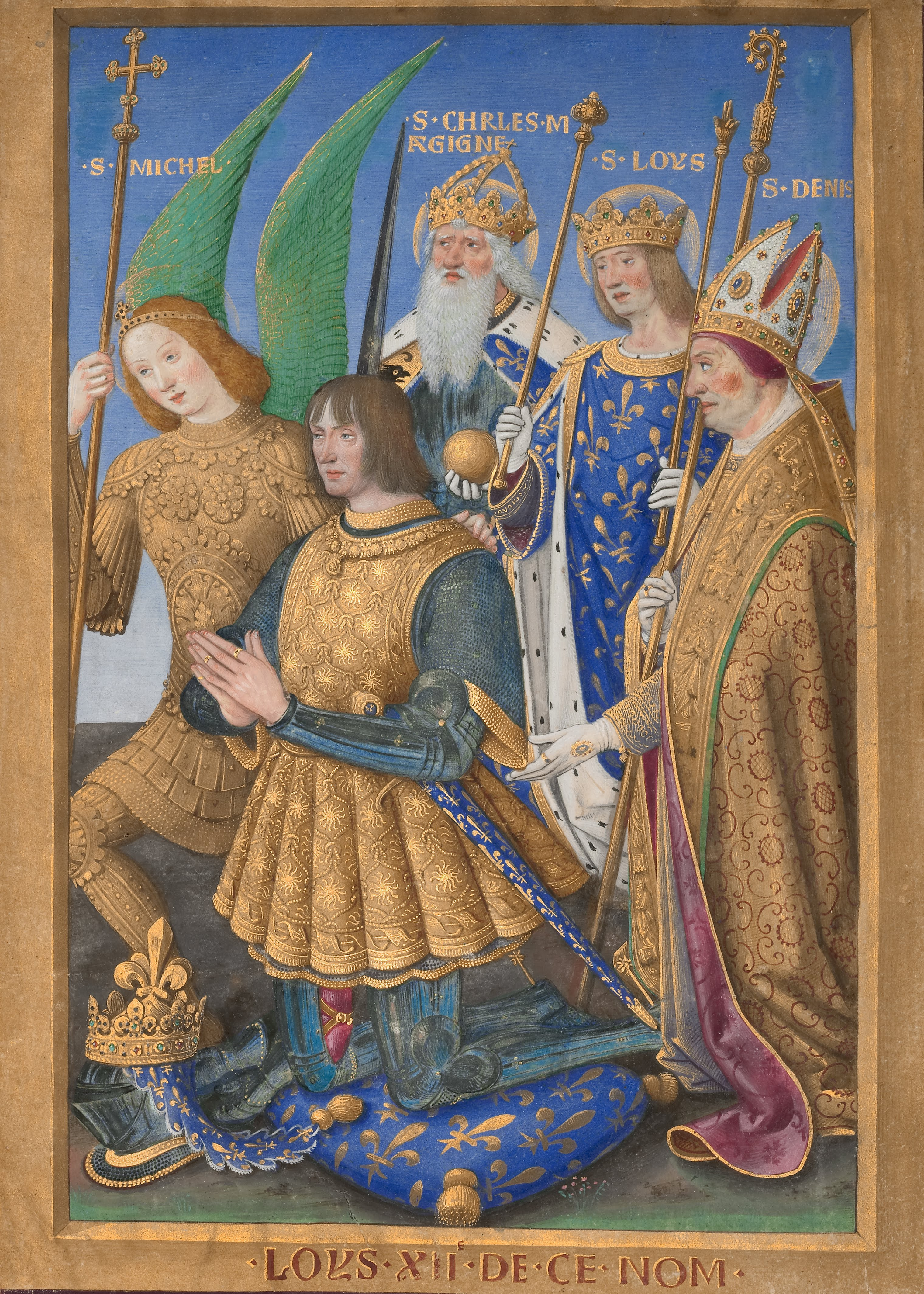
Jean Bourdichon, Getijdenboek van Louis XII
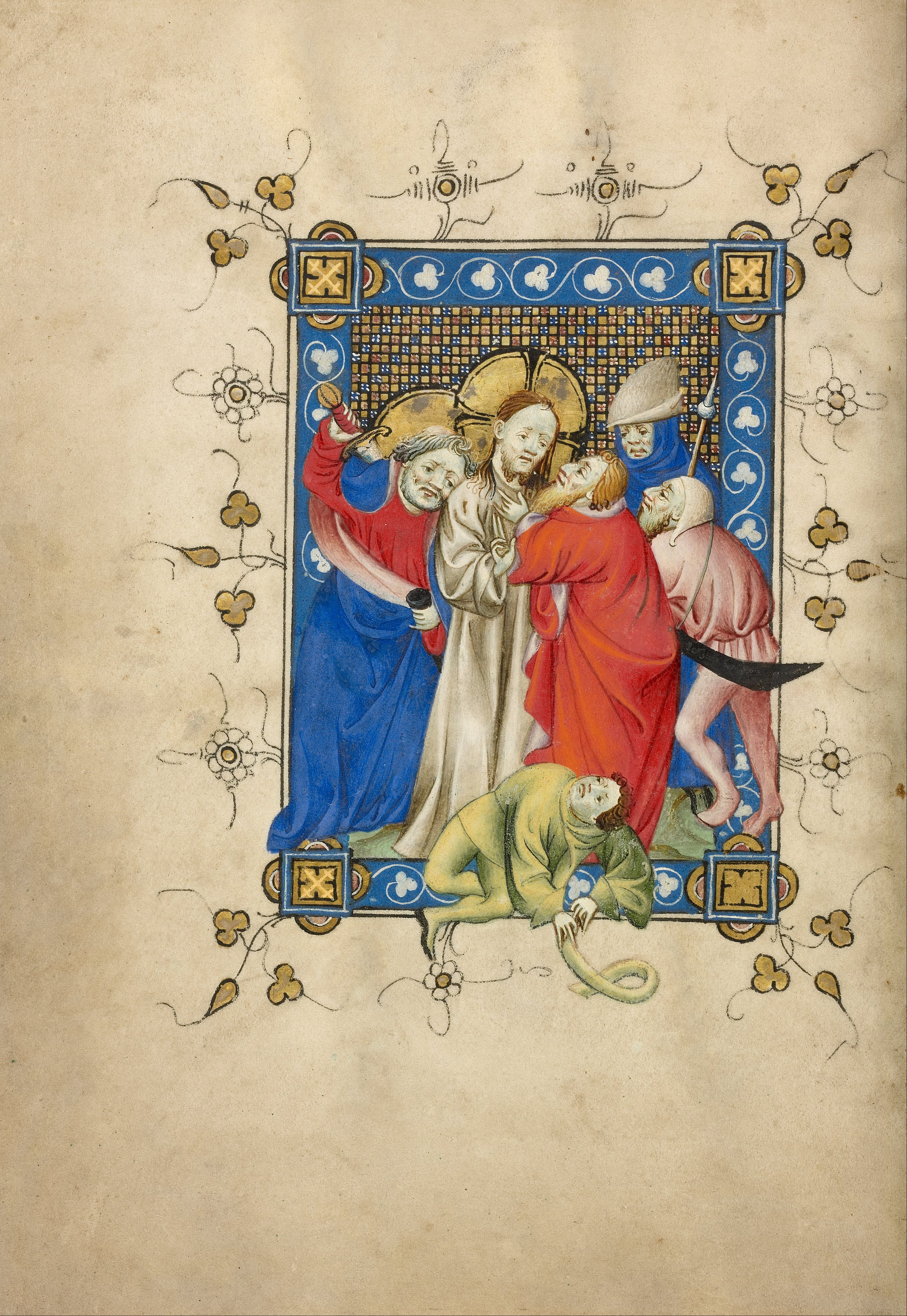
Meesters van Dirc van Delf
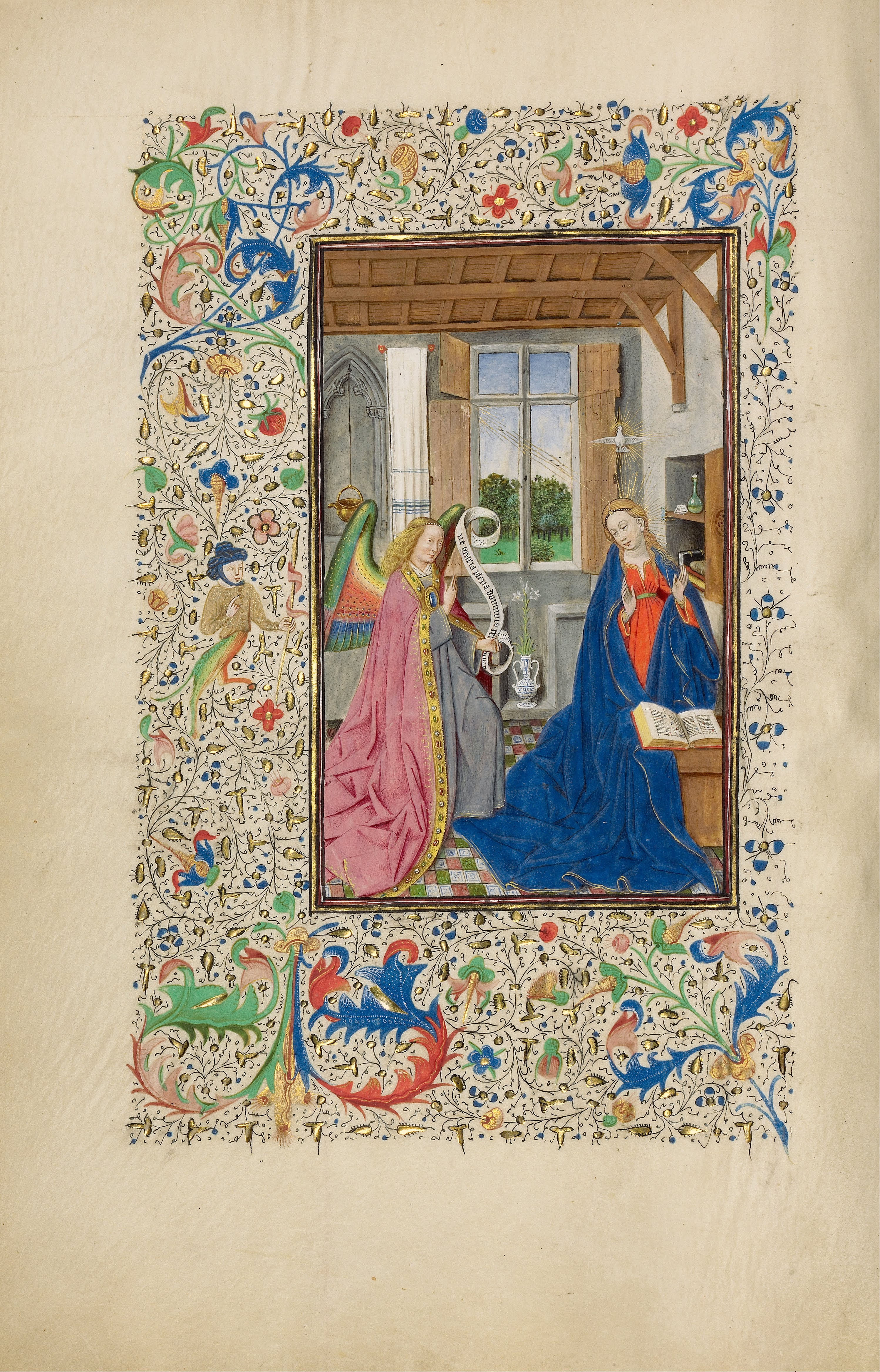
Meester van de Llangattock-getijden, Annunciatie.

- 16e Eeuw
Gebedenboek van kardinaal Albrecht van Brandenburg, Simon Bening, ca. 1525-1530
Graduale, Antonio da Monza, Rome 15e-16e eeuw
Spinola getijden, Meester van Jacobus IV van Schotland, Meester van het gebedenboek van Dresden
Getijdenboek, Gerard Horenbout ca. 1500

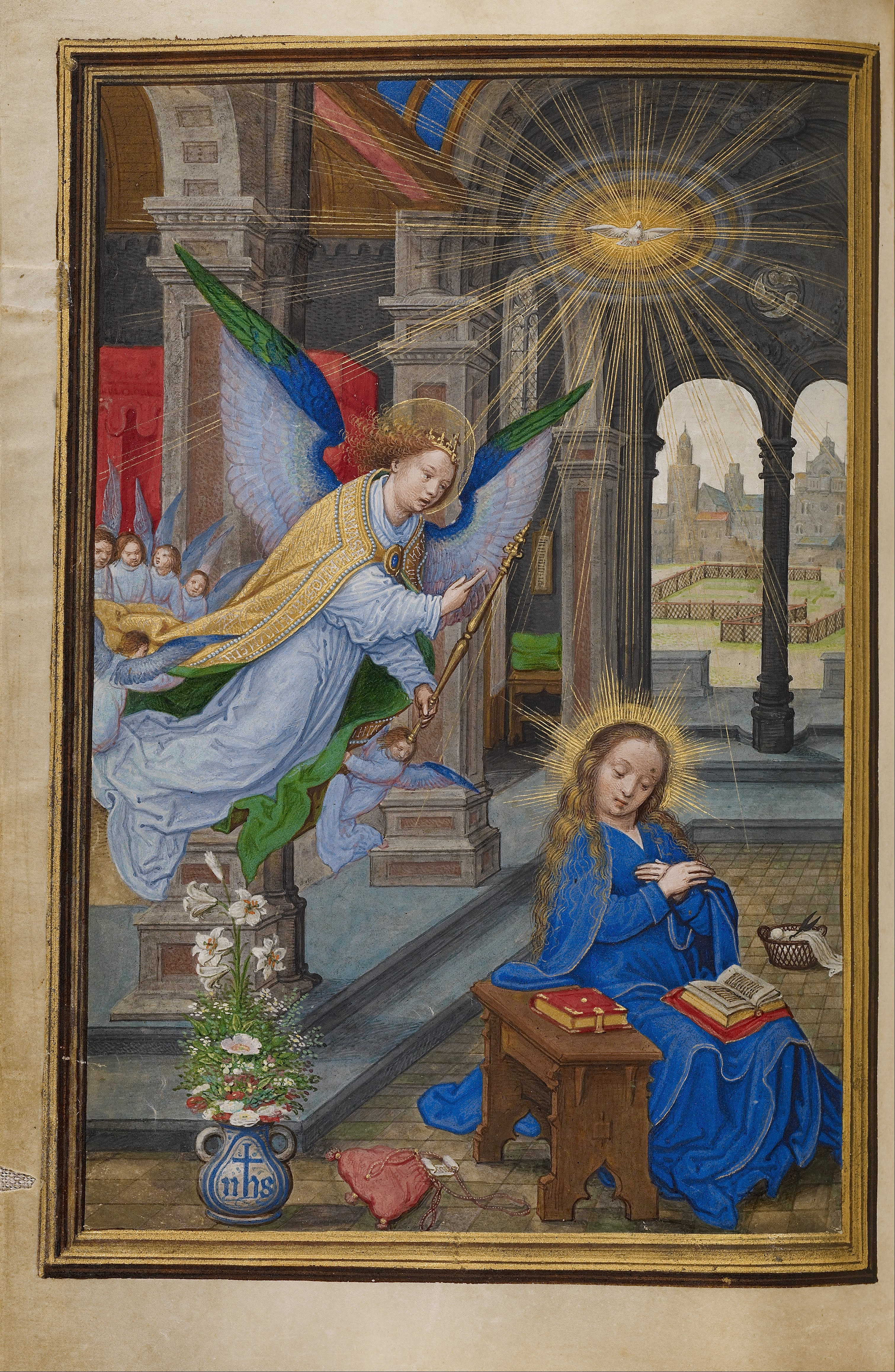
Simon bening, Gebedenboek van kardinaal Albrecht van Brandenburg
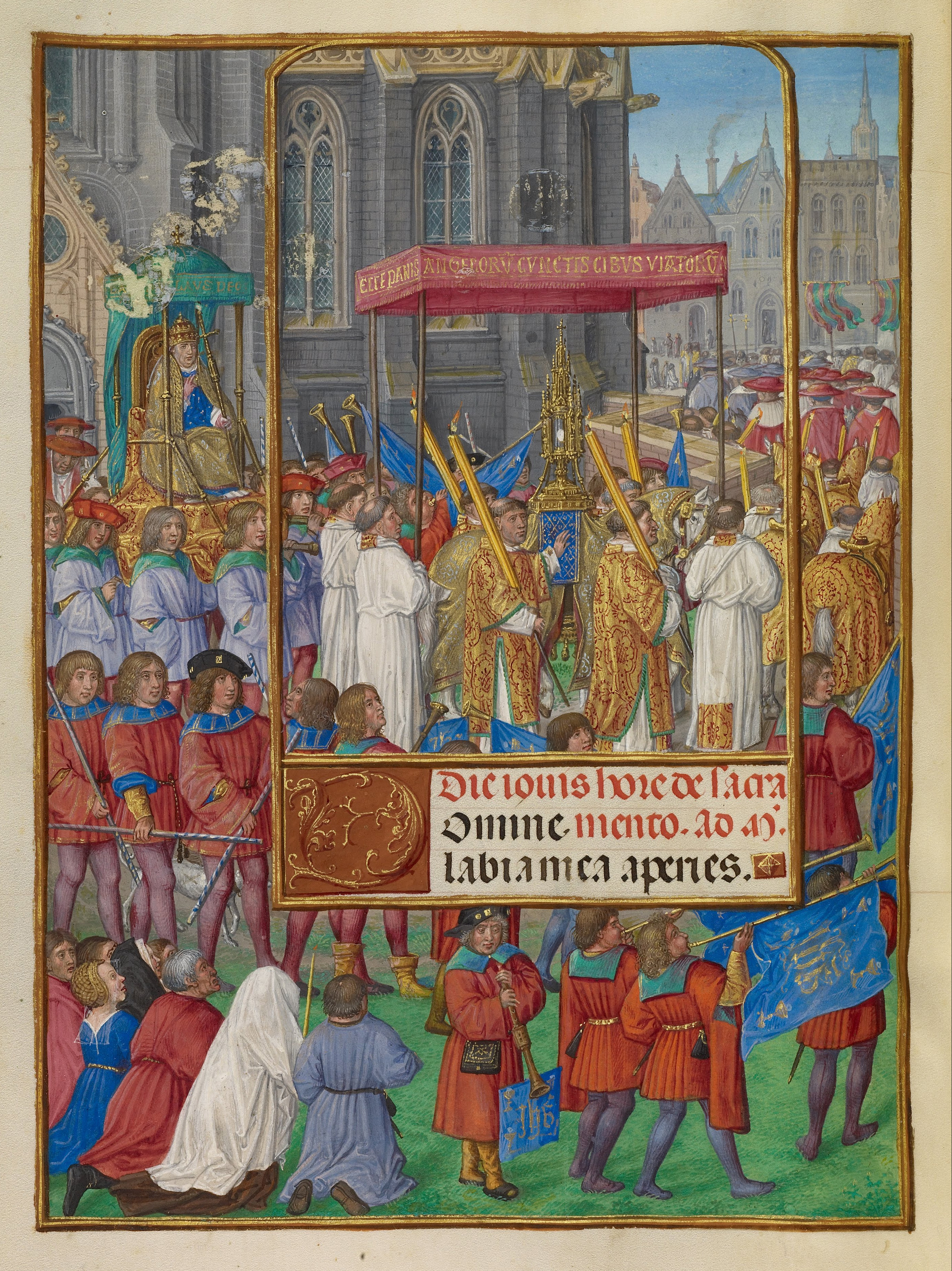
Meester van Jacobus IV van Schotland, Spinola getijden
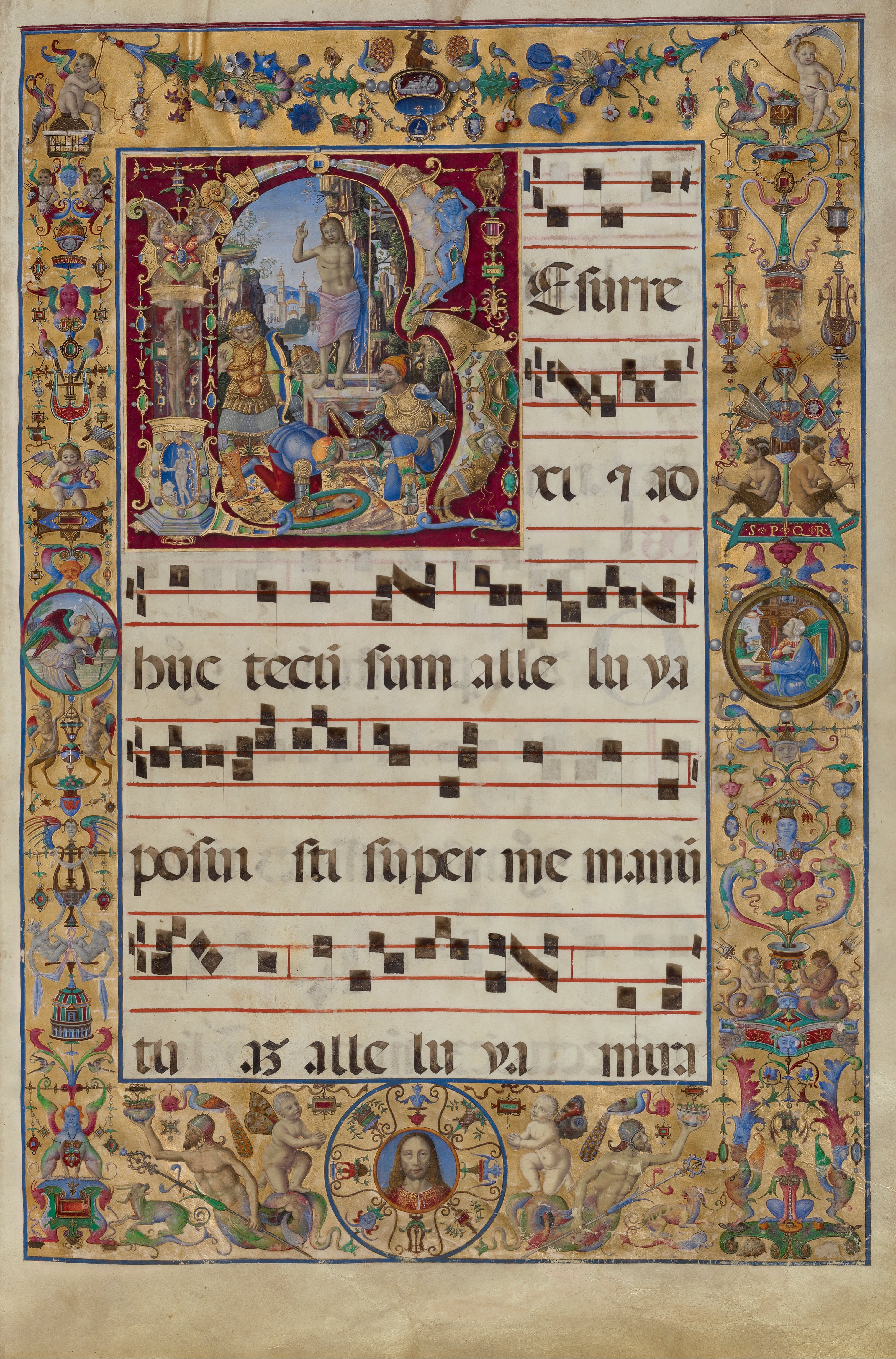
Graduale, Antonio da Monza

## De discussies met Italië en Griekenland

### Inleiding
Het Getty Museum heeft een lange geschiedenis van discussies met Italië en Griekenland over kunstwerken die volgens die landen illegaal werden uitgevoerd. Sinds het overlijden van J. Paul Getty was de collectie zeer snel gegroeid en uitgebreid met een aantal opmerkelijke stukken. Volgens de Italiaanse rechtbanken kocht het Getty Museum in de twee decennia voor 1995 veel voordien onbekende stukken die waren geroofd van archeologische sites en daarna witgewassen in de kunsthandel. Het betreft dikwijls belangrijke vondsten uit die periode, zoals de "Aphrodite van Morgantina" die geroofd zou zijn van een opgraving bij Morgantina op Sicilië. Er zijn voor dergelijke stukken geen bewijzen van de herkomst en alle historische informatie die afgeleid had kunnen worden uit de archeologische context op de vindplaats is voorgoed verloren. Dit geldt ook voor honderden andere gestolen artefacten die in die periode op de kunstmarkt kwamen. Op deze manier is een schat aan informatie onherroepelijk verloren gegaan. Het was trouwens niet alleen het Getty Museum dat zich schuldig maakte aan dergelijke praktijken. Ook het Metropolitan Museum of Art in New York, het Boston Museum of Fine Arts, het Princeton University Art Museum en het Cleveland Museum of Art hebben ondertussen antieke stukken gerepatrieerd. Tussen 2005 en 2011 werden meer dan honderd stukken teruggegeven aan Griekenland en Italië voor een totale waarde van meer dan één miljard dollar.
Sinds 1970 is er een Unesco-akkoord dat het recht van een land op de artefacten gevonden in zijn bodem garandeert en de landen oproept om illegale handel en export te voorkomen. De ratificatie van dit akkoord liet evenwel in een aantal landen lang op zich wachten: de VS ratificeerde in 1983, Zwitserland in 2003.

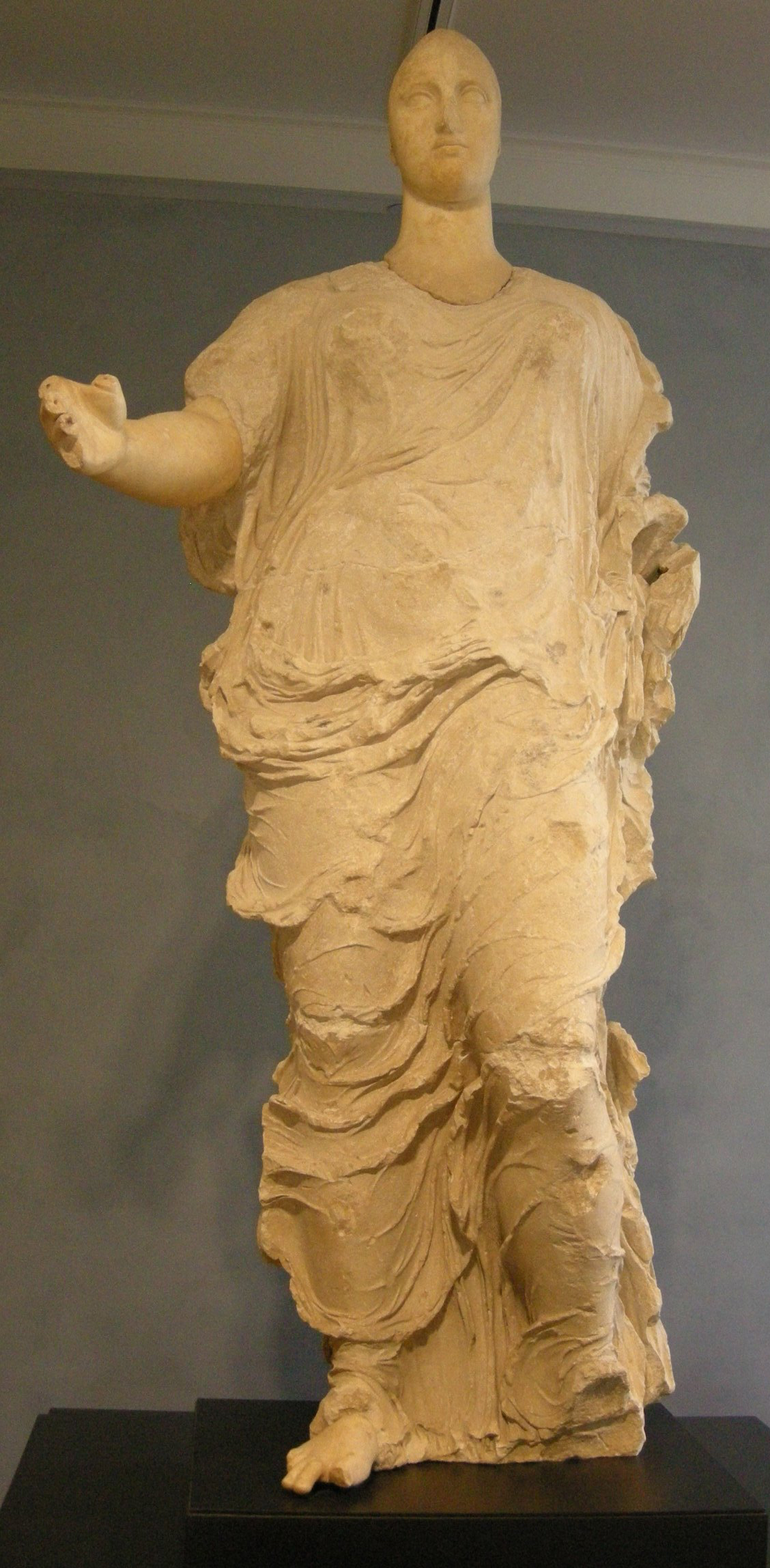
Venus van Morgantina, voorheen als Aphrodite van Morgantina in het Getty Museum.

### Italië
De discussie met Italië haalde vooral het nieuws met het geval van de "Aphrodite van Morgantina", een standbeeld dat de Griekse godin Aphrodite zou voorstellen en dat in 1987 door het museum werd aangekocht, zogezegd uit een private Zwitserse collectie. De voormalige Zwitserse verzamelaar, een zekere Canavesi, zou het beeld voor 1939 gekocht hebben en dus net voor de wet die het uitvoeren van antieke kunstwerken uit Italië verbiedt, van kracht werd. Voor het beeld bestond geen bewijs of document dat de legale export aantoonde. Er kon zelfs geen enkel document worden overlegd dat het bestaan van het beeld documenteerde, op het handgeschreven reçu van Canavesi na. Niettemin werd het beeld voor achttien miljoen dollar aangekocht, ondanks het negatieve advies van Luis Monreal, de toenmalige directeur van het Getty Conservation Institute, en ondanks het beleid van het museum dat elke aankoop vergezeld moest gaan van documenten over oorsprong en legale export. Direct na de aankoop was er hevige kritiek van insiders.
Het standbeeld van meer dan 2,25 meter hoog was sinds 1989 het belangrijkste stuk in de verzameling van Griekse en Romeinse antiquiteiten van het Getty Museum. De grootte van het beeld suggereert dat het ooit gebruikt werd als cultusbeeld in een tempel. Het beeld is een akroliet met hoofd en handen uit marmer en de rest uit kalksteen, misschien gemaakt in een streek waar marmer zeldzaam was. Het wordt gedateerd op de 5e eeuw v.Chr.
Italië voerde een lange juridische strijd voor de teruggave van de Aphrodite en minstens nog een vijftigtal andere artefacten. De zaak kwam in een stroomversnelling toen in 1955 het magazijn van de kunsthandelaar Giacomo Medici in Genève werd doorzocht. De onderzoekers vonden er duizenden foto’s van voorwerpen die pas waren opgegraven en andere in verschillende fases van reiniging en restauratie. Giacomo Medici werd in 2004 veroordeeld tot een boete van 13,5 miljoen dollar en een celstraf van 10 jaar, die in beroep werd gereduceerd tot acht jaar in 2009.
Het appartement van Robert E. Hecht Jr., een Amerikaanse kunsthandelaar gevestigd Parijs werd in 2001 ook uitgekamd. Daar werd een soort dagboek gevonden dat uitgebreid toelichtte hoe men gestolen antiek kon vinden en verhandelen, maar het werd door Hecht afgedaan als een ontwerp voor een boek, louter fictie.
De Italiaanse onderzoekers spendeerden jaren aan het vergelijken van de foto’s uit het magazijn van Medici met stukken in de musea. Het grootste aantal, een veertigtal, werd teruggevonden in het Getty Museum met de meest recente aangekocht door True. De verzamelde bewijsstukken brachten Marion True, toen conservator bij het Getty, in een lastig parket.
In april 2004, werden Marion True en haar toenmalige zakenpartner en kunstverzamelaar Robert E. Hecht Jr. in beschuldiging gesteld door het Italiaanse gerecht voor de illegale trafiek van kunstvoorwerpen geroofd op archeologische sites. Hun Londense connectie Symes werd in 2005 veroordeeld. True “nam zelf ontslag” als curator in 2005, de klacht tegen haar werd verjaard verklaard in 2010. De klacht tegen Hecht verjaarde in 2012.
Na de aankoop van de Aphrodite veranderde Marion True het geweer van schouder en werd zij een uitgesproken voorstander van hervormingen in de antiekmarkt, ze kritiseerde openlijk haar collega’s van andere musea voor de aankoop van verdachte stukken. Ze begon met het terugsturen van objecten met een verdachte oorsprong met onder meer honderden stukken uit de studiecollectie van het museum. Vanaf november 1995 hanteerde het Getty Museum op aandringen van Marion True als regel dat er geen voorwerpen meer werden aangekocht of als gift aanvaard, waarvan het bestaan niet gedocumenteerd was voor 1995. Het museum distantieerde zich hiermee van de illegale markt.
In oktober 2006 kondigde het Getty Museum de teruggave van 26 objecten aan, 25 ervan stonden op de lijst van de door Italië teruggeëiste kunstvoorwerpen. Nadien werden nog vierentwintig kunstvoorwerpen teruggestuurd. De zaak kwam tot een oplossing toen de oorspronkelijke “eigenaar”, Canavesi, in 2006 aan onderzoekers van een rechtsfirma die werkte voor het Getty Museum, twintig foto’s toonde van de Godin, of ten minste de stukken waaruit het beeld terug was samengesteld. Aan de hand van die foto’s was het duidelijk dat het om geroofde kunst ging en niet om een familie-erfstuk van de Canavesi’s. Hierop besloot het Getty Museum in november 2006 dat de teruggave bespreekbaar was en in augustus 2007 werd de finale beslissing genomen. De “Aphrodite van Morgantina” keerde terug naar huis in maart 2011 en is nu tentoongesteld in het Archeologisch Museum van Aidone met als beschrijving: “Het beeld van een godin, clandestien opgegraven in Morgantina, illegaal geëxporteerd en gerepatrieerd in 2011 door het J. Paul Getty Museum in Malibu.
Maar dat de zaak daarmee niet rond is werd duidelijk door een artikel van 19 januari 2013 in de “Los Angeles Times”. De auteur stelt dat het Getty Museum heeft gemeld dat het de ganse collectie van antieke artefacten onderzoekt om na te gaan wat eventueel moet worden teruggegeven aan de landen van origine, en het is best mogelijk dat het over een veelvoud zou gaan van wat tot op heden werd teruggestuurd. Anderzijds was er de publicatie van James Cuno, president van de J. Paul Getty Trust in het november-december nummer van 2014 van het “Foreign Affairs magazine” getiteld: “Culture War: The Case Against Repatriating Museum Artifacts” waarin hij pleit voor het bewaren van de antieke collecties in de grote musea over de wereld en tegen het repatriëren van oude kunst naar de landen van herkomst.

### Griekenland
Ook met kunstvoorwerpen uit Griekenland werd deze lucratieve handel bedreven en werd dezelfde verdedigingstactiek gebruikt: de gedupeerde landen moesten maar bewijzen dat de stukken gestolen waren. Maar ook hier gingen de musea uiteindelijk overstag. Het Getty stuurde in 2007 vier stukken terug naar Griekenland, waaronder de bekende gouden rouwkrans uit de 5e eeuw v.Chr., die door het Getty in 1994 was aangekocht, dus na de aankoop van de "Aphrodite van Morgantina". Hierop werd de klacht die ook in Griekenland tegen Marion True liep, verjaard verklaard.
Een ander werk dat werd teruggestuurd, is een grafreliëf uit de 6e eeuw v.Chr., dat gestolen werd uit het Franse archeologische instituut op het Griekse eiland Thassos.